# Список серій мультсеріалу «Губка Боб Квадратні Штани»
Мультсеріал «Губка Боб Квадратні Штани» вперше вийшов 1 травня 1999 року. Станом на лютий 2025 року в етер вийшло 14 повних сезонів і 11 епізодів 15 сезону, а також спінофи «Табір «Корал»: Дитинство Губки Боба» і «Шоу Патріка Зірки».

## Сезони
| №                          | Кількість епізодів         | Дата показу прем'єри                                   | Дата показу фіналу                                     | Початок в Україні                                                        | Кінець в Україні                               |
| 1                          | 20 (41)                    | 1 травня 1999                                          | 3 березня 2001                                         | 4 липня 2001 (Новий канал) 30 серпня 2010 (QTV) 1 лютого 2018 (ПлюсПлюс) | 20 лютого 2018 (ПлюсПлюс)                      |
| 2                          | 20 (39)                    | 20 жовтня 2000                                         | 26 липня 2003                                          | 21 лютого 2018 (ПлюсПлюс)                                                | 12 березня 2018 (ПлюсПлюс)                     |
| 3                          | 20 (37)                    | 5 жовтня 2001                                          | 11 жовтня 2004                                         | 13 березня 2018 (ПлюсПлюс)                                               | 1 квітня 2018 (ПлюсПлюс)                       |
| Губка Боб і корона Нептуна | Губка Боб і корона Нептуна | 19 листопада 2004                                      | 19 листопада 2004                                      | 17 березня 2005 (Новий канал)                                            | 17 березня 2005 (Новий канал)                  |
| 4                          | 20 (38)                    | 6 травня 2005                                          | 24 липня 2007                                          | 2 квітня 2018 (ПлюсПлюс)                                                 | 22 квітня 2018 (ПлюсПлюс)                      |
| 5                          | 20 (42)                    | 19 лютого 2007                                         | 19 липня 2009                                          | 21 квітня 2018 (ПлюсПлюс)                                                | 13 травня 2018 (ПлюсПлюс)                      |
| 6                          | 26 (47)                    | 3 березня 2008                                         | 5 липня 2010                                           | 14 травня 2018 (ПлюсПлюс)                                                | 8 червня 2018 (ПлюсПлюс)                       |
| 7                          | 26 (50)                    | 19 липня 2009                                          | 11 червня 2011                                         | 28 червня 2018 (ТЕТ)                                                     | 23 липня 2018 (ТЕТ)                            |
| 8                          | 26 (47)                    | 26 березня 2011                                        | 6 грудня 2012                                          | 9 червня 2012 (QTV) 24 липня 2018 (ТЕТ)                                  | 18 серпня 2018 (ТЕТ)                           |
| 9                          | 26 (49)                    | 21 липня 2012                                          | 20 лютого 2017                                         | 4 травня 2015 (QTV) 19 серпня 2018 (ТЕТ)                                 | 13 травня 2017 (QTV) 2 березня 2019 (ПлюсПлюс) |
| Губка Боб: Життя на суші   | Губка Боб: Життя на суші   | 6 лютого 2015                                          | 6 лютого 2015                                          | 5 лютого 2015                                                            | 5 лютого 2015                                  |
| 10                         | 11 (22)                    | 15 жовтня 2016                                         | 2 грудня 2017                                          | 3 березня 2019                                                           | 13 березня 2019                                |
| 11                         | 26 (50)                    | 24 червня 2017                                         | 25 листопада 2018                                      | 14 березня 2019                                                          | 5 грудня 2019                                  |
| 12                         | 26 (48)                    | 11 листопада 2018                                      | 29 квітня 2022                                         | 1 червня 2023 (Nickelodeon Global)                                       | 27 жовтня 2023                                 |
| Губка Боб: Втеча Губки     | Губка Боб: Втеча Губки     | 5 листопада 2020 (Netflix) 4 березня 2021 (Paramount+) | 5 листопада 2020 (Netflix) 4 березня 2021 (Paramount+) | 5 листопада 2020 (Netflix)                                               | 5 листопада 2020 (Netflix)                     |
| 13                         | 26 (52)                    | 22 жовтня 2020                                         | 1 листопада 2023                                       | 30 червня 2023 (Nickelodeon Global)                                      | 18 лютого 2024 (Nicktoons)                     |
| 14                         | 13 (21)                    | 2 листопада 2023                                       | 2 грудня 2024                                          | 29 квітня 2024 (Nickelodeon Global)                                      | 2 грудня 2024                                  |
| 15                         | 13 (26)                    | 24 липня 2024                                          | 20 червня 2025                                         | 20 листопада 2024 (Nickelodeon Global)                                   | TBA                                            |
| 16                         | 2 (22)                     | 27 червня 2025                                         | TBA                                                    | TBA                                                                      | TBA                                            |

## Епізоди

### Перший сезон (1999—2000)
| Номер | Оригінальна назва               | Переклад від студії «СТБ»                    | Переклад від студії «1+1»     | Автор(и) сценарію                                                     | Дата показу у США | Дата показу на «ПлюсПлюс» |
| ----- | ------------------------------- | -------------------------------------------- | ----------------------------- | --------------------------------------------------------------------- | ----------------- | ------------------------- |
| 1     | Help Wanted                     | Потрібен помічник                            | Потрібен помічник             | Стівен Гілленбург, Дерек Драймон, Тім Гілл                            | 1 травня 1999     | 1 лютого 2018             |
| 1     | Reef Blower                     | Підводний пилосос                            | Підводний пилосос             | Стівен Гілленбург, Дерек Драймон, Тім Гілл                            | 1 травня 1999     | 1 лютого 2018             |
| 1     | Tea at the Treedome             | Чаювання під куполом                         | Чаювання під куполом          | Пітер Бернс, Даг Лоуренс, Пол Тіббітт                                 | 1 травня 1999     | 1 лютого 2018             |
| 2     | Bubblestand                     | Мильні бульбашки                             | Мильні бульбашки              | Енніо Торресан, Ерік Вейз, Стівен Гілленбург, Дерек Драймон, Тім Гілл | 17 липня 1999     | 2 лютого 2018             |
| 2     | Ripped Pants                    | Розірвані штани                              | Розірвані штани               | Пол Тіббітт, Пітер Бернс                                              | 17 липня 1999     | 2 лютого 2018             |
| 3     | Jellyfishing                    | Полювання на медуз                           | Полювання на медуз            | Стівен Фонті, Кріс Мітчелл, Пітер Бернс, Тім Гілл                     | 31 липня 1999     | 3 лютого 2018             |
| 3     | Plankton!                       | Планктон!                                    | Планктон!                     | Енніо Торресан, Ерік Вейз, Даг Лоуренс                                | 31 липня 1999     | 3 лютого 2018             |
| 4     | Naughty Nautical Neighbors      | Примхливі сусіди                             | Примхливі сусіди              | Шерм Коен, Аарон Спрінгер, Даг Лоуренс                                | 7 серпня 1999     | 4 лютого 2018             |
| 4     | Boating School                  | Школа керування човнами                      | Школа водіння                 | Енніо Торресан, Ерік Вейз, Даг Лоуренс                                | 7 серпня 1999     | 4 лютого 2018             |
| 5     | Pizza Delivery                  | Доставка піци                                | Доставка піци                 | Шерм Коен, Аарон Спрінгер, Пітер Бернс                                | 14 серпня 1999    | 5 лютого 2018             |
| 5     | Home Sweet Pineapple            | Дім, рідний ананас                           | Рідний дім ананас             | Енніо Торресан, Ерік Вейз, Даг Лоуренс                                | 14 серпня 1999    | 5 лютого 2018             |
| 6     | Mermaid Man and Barnacle Boy    | Морський Супермен і Сліпарик                 | Морський Супермен і Причепа   | Пол Тіббітт, Марк О'Хейр, Даг Лоуренс                                 | 21 серпня 1999    | 6 лютого 2018             |
| 6     | Pickles                         | Пікулі                                       | Огірочки                      | Стівен Фонті, Кріс Мітчелл, Пітер Бернс                               | 21 серпня 1999    | 6 лютого 2018             |
| 7     | Hall Monitor                    | Черговий у школі                             | Черговий у школі              | Чак Клейн, Джей Лендер, Даг Лоуренс                                   | 28 серпня 1999    | 7 лютого 2018             |
| 7     | Jellyfish Jam                   | Вечірка медуз                                | Вечірка медуз                 | Енніо Торресан, Ерік Вейз, Пітер Бернс                                | 28 серпня 1999    | 7 лютого 2018             |
| 8     | Sandy's Rocket                  | Ракета Сенді                                 | Ракета Сенді                  | Шерм Коен, Аарон Спрінгер, Пітер Бернс                                | 17 вересня 1999   | 8 лютого 2018             |
| 8     | Squeaky Boots                   | Рипучі чоботи                                | Рипучі чоботи                 | Стівен Фонті, Кріс Мітчелл, Даг Лоуренс                               | 17 вересня 1999   | 8 лютого 2018             |
| 9     | Nature Pants                    | Безштанько                                   | Безштанько                    | Пол Тіббітт, Марк О'Хейр, Пітер Бернс                                 | 11 вересня 1999   | 9 лютого 2018             |
| 9     | Opposite Day                    | День навпаки                                 | День навпаки                  | Чак Клейн, Джей Лендер, Даг Лоуренс                                   | 11 вересня 1999   | 9 лютого 2018             |
| 10    | Culture Shock                   | Культурний шок                               | Культурний шок                | Пол Тіббітт, Марк О'Хейр, Даг Лоуренс                                 | 18 вересня 1999   | 10 лютого 2018            |
| 10    | F.U.N.                          | Веселощі                                     | Веселощі                      | Шерм Коуен, Аарон Спрінгер, Пітер Бернс                               | 18 вересня 1999   | 10 лютого 2018            |
| 11    | MuscleBob BuffPants             | Мускул Боб Потужні Штани                     | Мускул Боб Потужні Штани      | Енніо Торрестан, Ерік Вайс, Даг Лоуренс                               | 2 жовтня 1999     | 11 лютого 2018            |
| 11    | Squidward the Unfriendly Ghost  | Сквідвард — недружній привид                 | Сквідвард — злостивий привид  | Шерм Коен, Аарон Спрінгер, Пітер Бернс                                | 2 жовтня 1999     | 11 лютого 2018            |
| 12    | The Chaperone                   | Кавалер                                      | Кавалер                       | Шерм Коен, Аарон Спрінгер, Пітер Бернс                                | 8 березня 2000    | 12 лютого 2018            |
| 12    | Employee of the Month           | Найкращий працівник місяця                   | Працівник місяця              | Пол Тіббіт, Даг Лоуренс                                               | 8 березня 2000    | 12 лютого 2018            |
| 13    | Scaredy Pants                   | Лякливі штани                                | Налякані штани                | Пол Тіббітт, Пітер Бернс                                              | 28 жовтня 1999    | 13 лютого 2018            |
| 13    | I Was a Teenage Gary            | Я був підлітком Гері                         | Я був підлітком Ґері          | Стівен Фонті, Кріс Мітчелл, Даг Лоуренс                               | 28 жовтня 1999    | 13 лютого 2018            |
| 14    | SB-129                          | СБ-129                                       | СБ-129                        | Аарон Спрінгер, Ерік Вейз, Даг Лоуренс                                | 31 грудня 1999    | 14 лютого 2018            |
| 14    | Karate Choppers                 | Шанувальники карате                          | Любителі карате               | Аарон Спрінгер, Ерік Вейз, Мерріветер Уільямс                         | 31 грудня 1999    | 14 лютого 2018            |
| 15    | Sleepy Time                     | Час сновидінь                                | Тиха година                   | Пол Тіббітт, Енніо Торресан, Даг Лоуренс                              | 17 січня 2000     | 15 лютого 2018            |
| 15    | Suds                            | Мильна піна                                  | Піна                          | Пол Тіббітт, Енніо Торресан, Даг Лоуренс                              | 17 січня 2000     | 15 лютого 2018            |
| 16    | Valentine's Day                 | День Святого Валентина                       | День Святого Валентина        | Чак Клейн, Джей Лендер, Мерріветер Вільямс                            | 14 лютого 2000    | 16 лютого 2018            |
| 16    | The Paper                       | Папірець                                     | Папірець                      | Чак Клейн, Джей Лендер, Даг Лоуренс                                   | 14 лютого 2000    | 16 лютого 2018            |
| 17    | Arrgh!                          | Карамба!                                     | Арр!                          | Шерм Коен, Вінсент Воллер, Мерріветер Вільямс                         | 15 березня 2000   | 17 лютого 2018            |
| 17    | Rock Bottom                     | Кам'яна безодня                              | Рок Боттом                    | Пол Тіббітт, Енніо Торресан, Девід Фейн                               | 15 березня 2000   | 17 лютого 2018            |
| 18    | Texas                           | Техас                                        | Техас                         | Шерм Коен, Вінсент Воллер, Девід Фейн                                 | 22 березня 2000   | 18 лютого 2018            |
| 18    | Walking Small                   | Мале бісеня                                  | Дрібний шкідник               | Аарон Спрінгер, Ерік Вейз, Даг Лоуренс                                | 22 березня 2000   | 18 лютого 2018            |
| 19    | Fools in April                  | Квітневі жарти                               | 1 Квітня                      | Аарон Спрінгер, Ерік Вейз, Мерріветер Вільямс                         | 1 квітня 2000     | 19 лютого 2018            |
| 19    | Neptune's Spatula               | Нептунова лопатка                            | Нептунова лопатка             | Чак Клейн, Джей Лендер, Девід Фейн                                    | 1 квітня 2000     | 19 лютого 2018            |
| 20    | Hooky                           | Гачки                                        | Гачки                         | Шерм Коен, Вінсент Воллер, Мерріветер Вільямс                         | 23 лютого 2001    | 20 лютого 2018            |
| 20    | Mermaid Man and Barnacle Boy II | Морський Супермен та Сліпарик. Частина друга | Морський Супермен і Причепа 2 | Чак Клейн, Джей Лендер, Даг Лоуренс                                   | 3 березня 2001    | 20 лютого 2018            |

### Другий сезон (2000—2003)
| Номер | Оригінальна назва                | Переклад від студії «СТБ»            | Переклад від студії «1+1»            | Автор(и) сценарію                                  | Дата показу у США | Дата показу на «ПлюсПлюс» |
| ----- | -------------------------------- | ------------------------------------ | ------------------------------------ | -------------------------------------------------- | ----------------- | ------------------------- |
| 21    | Your Shoe's Untied               | У тебе шнурки не зав'язані           | У тебе шнурки розв'язалися           | Волт Дорн, Пол Тіббітт, Мерріветер Вільямс         | 17 лютого 2001    | 21 лютого 2018            |
| 21    | Squid's Day Off                  | Вихідний Сквіда                      | Вихідний Сквіда                      | Волт Дорн, Пол Тіббітт, Мерріветер Вільямс         | 17 лютого 2001    | 21 лютого 2018            |
| 22    | Something Smells                 | Чимось тхне                          | Чимось тхне                          | Аарон Спрінгер, Ц. Х. Грінблат, Мерріветер Вільямс | 20 жовтня 2000    | 22 лютого 2018            |
| 22    | Bossy Boots                      | Маленька шефиня                      | Мала шефиня                          | Волт Дорн, Пол Тіббітт, Даг Лоуренс                | 20 жовтня 2000    | 22 лютого 2018            |
| 23    | Big Pink Loser                   | Великий рожевий невдаха              | Великий рожевий невдаха              | Джей Лендер, Вільям Рейс, Мерріветер Вільямс       | 3 лютого 2001     | 23 лютого 2018            |
| 23    | Bubble Buddy                     | Бабл Бадді                           | Бульбашко                            | Джей Лендер, Вільям Рейс, Даг Лоуренс              | 3 лютого 2001     | 23 лютого 2018            |
| 24    | Dying for Pie                    | Смертельний пиріг                    | Смертельний пиріг                    | Аарон Спрінгер, Ц. Х. Грінблат, Мерріветер Вільямс | 27 січня 2001     | 24 лютого 2018            |
| 24    | Imitation Krabs                  | Фальшивий Крабс                      | Фальшивий Крабс                      | Волт Дорн, Пол Тіббітт, Даг Лоуренс                | 27 січня 2001     | 24 лютого 2018            |
| 25    | Wormy                            | Вормі                                | Вормі                                | Волт Дорн, Пол Тіббітт, Мерріветер Вільямс         | 24 лютого 2001    | 25 лютого 2018            |
| 25    | Patty Hype                       | Підступні бургери                    | Підступні петті                      | Джей Лендер, Вільям Рейс, Даг Лоуренс              | 24 лютого 2001    | 25 лютого 2018            |
| 26    | Grandma's Kisses                 | Бабусині поцілунки                   | Бабусині цілунки                     | Волт Дорн, Пол Тіббітт, Мерріветер Вільямс         | 28 квітня 2001    | 26 лютого 2018            |
| 26    | Squidville                       | Сквідвіл                             | Сквідвіль                            | Аарон Спрінгер, Ц. Х. Грінблат, Мерріветер Вільямс | 28 квітня 2001    | 26 лютого 2018            |
| 27    | Prehibernation Week              | Тиждень напередодні зимової сплячки  | Тиждень перед сплячкою               | Аарон Спрінгер, Ц. Х. Грінблат, Мерріветер Вільямс | 5 травня 2001     | 27 лютого 2018            |
| 27    | Life of Crime                    | Життя злочинців                      | Злочинне життя                       | Джей Лендер, Вільям Рейс, Даг Лоуренс              | 5 травня 2001     | 27 лютого 2018            |
| 28    | Christmas Who?                   | Що таке Різдво?                      | Що таке Різдво?                      | Волт Дорн, Пол Тіббітт, Даг Лоуренс                | 6 грудня 2000     | 28 лютого 2018            |
| 29    | Survival of the Idiots           | Виживання дурнів                     | Виживання ідіотів                    | Аарон Спрінгер, Ц. Х. Грінблат, Мерріветер Вільямс | 17 березня 2001   | 1 березня 2018            |
| 29    | Dumped                           | Покинутий                            | Покинутий                            | Пол Тіббітт, Волт Дорн, Мерріветер Вільямс         | 11 травня 2001    | 1 березня 2018            |
| 30    | No Free Rides                    | Задарма не буде                      | Їздити заборонено                    | Аарон Спрінгер, Ц. Х. Грінблат, Даг Лоуренс        | 11 квітня 2001    | 2 березня 2018            |
| 30    | I'm Your Biggest Fanatic         | Я Ваш найпалкіший шанувальник        | Я — Ваш фанат                        | Джей Лендер, Вільям Рейс, Даг Лоуренс              | 11 квітня 2001    | 2 березня 2018            |
| 31    | Mermaid Man and Barnacle Boy III | Морський Супермен і Сліпарик 3       | Морський Супермен і Причепа 3        | Пол Тіббітт, Волт Дорн, Мерріветер Вільямс         | 14 вересня 2001   | 3 березня 2018            |
| 31    | Squirrel Jokes                   | Камеді Крабс                         | Камеді Крабс                         | Пол Тіббітт, Волт Дорн, Мерріветер Вільямс         | 14 вересня 2001   | 3 березня 2018            |
| 32    | Pressure                         | Тиск                                 | Тиск                                 | Джей Лендер, Вільям Рейс, Девід Фейн               | 12 травня 2001    | 4 березня 2018            |
| 32    | The Smoking Peanut               | Арахіс розбрату                      | Арахіс — гарячі сліди                | Пол Тіббітт, Волт Дорн, Даг Лоуренс                | 12 травня 2001    | 4 березня 2018            |
| 33    | Shanghaied                       | Невільники привида                   | Невільники                           | Аарон Спрінгер, Ц. Х. Грінблат, Мерріветер Вільямс | 9 березня 2001    | 5 березня 2018            |
| 33    | Gary Takes a Bath                | Гері приймає ванну                   | Ґері приймає ванну                   | Аарон Спрінгер, Ц. Х. Грінблат, Мерріветер Вільямс | 26 липня 2003     | 5 березня 2018            |
| 34    | Welcome to the Chum Bucket       | Ласкаво просимо до «Помийного Відра» | Ласкаво просимо до «Помийного Відра» | Волт Дорн, Пол Тіббітт, Даг Лоуренс                | 21 січня 2002     | 6 березня 2018            |
| 34    | Frankendoodle                    | Кривулька                            | Кривулька                            | Волт Дорн, Пол Тіббітт, Мерріветер Вільямс         | 21 січня 2002     | 6 березня 2018            |
| 35    | The Secret Box                   | Коробка з секретом                   | Таємна скринька                      | Волт Дорн, Пол Тіббітт, Мерріветер Вільямс         | 7 вересня 2001    | 7 березня 2018            |
| 35    | Band Geeks                       | Оркестр божевільних                  | Оркестр диваків                      | Ц. Х. Грінблат, Аарон Спрінгер, Мерріветер Вільямс | 7 вересня 2001    | 7 березня 2018            |
| 36    | Graveyard Shift                  | Нічна зміна                          | Зміна на кладовищі                   | Даг Лоуренс, Джей Лендер, Ден Повенмаєр            | 6 вересня 2002    | 8 березня 2018            |
| 36    | Krusty Love                      | Кохання Крабса                       | Кохання Крабса                       | Даг Лоуренс, Джей Лоуренс, Вільям Рейс             | 6 вересня 2002    | 8 березня 2018            |
| 37    | Procrastination                  | Зволікання                           | Зволікання                           | Волт Дорн, Пол Тіббітт, Даг Лоуренс                | 19 жовтня 2001    | 9 березня 2018            |
| 37    | I'm with Stupid                  | Я товаришую з дурнем                 | Мій друг — дурень                    | Аарон Спрінгер, Ц. Х. Грінблат, Марк О'Хейр        | 19 жовтня 2001    | 9 березня 2018            |
| 38    | Sailor Mouth                     | Морський лексикон                    | Моряцька говірка                     | Волт Дорн, Пол Тіббітт, Мерріветер Вільямс         | 21 вересня 2001   | 10 березня 2018           |
| 38    | Artist Unknown                   | Невідомий художник                   | Невідомий художник                   | Волт Дорн, Пол Тіббітт, Марк О'Хейр                | 21 вересня 2001   | 10 березня 2018           |
| 39    | Jellyfish Hunter                 | Мисливець на медуз                   | Мисливець на медуз                   | Волт Дорн, Пол Тіббітт, Марк О'Хейр                | 28 вересня 2001   | 11 березня 2018           |
| 39    | The Fry Cook Games               | Смажені ігри                         | Смажені ігри                         | Джей Лендер, Ден Повенмайр, Мерріветер Вільямс     | 28 вересня 2001   | 11 березня 2018           |
| 40    | Squid on Strike                  | Страйк Сквіда                        | Сквідвард страйкує                   | Волт Дорн, Пол Тіббітт, Марк О'Хейр                | 12 жовтня 2001    | 12 березня 2018           |
| 40    | Sandy, SpongeBob, and the Worm   | Сенді, Губка Боб і Черв'як           | Сенді, Губка Боб і Черв'як           | Джей Лендер, Ден Повенмайр, Мерріветер Вільямс     | 12 жовтня 2001    | 12 березня 2018           |

### Третій сезон (2001—2004)
| Номер | Оригінальна назва               | Переклад від студії «СТБ»       | Переклад від студії «1+1»       | Автор(и) сценарію                                            | Дата показу у США | Дата показу на «ПлюсПлюс» |
| ----- | ------------------------------- | ------------------------------- | ------------------------------- | ------------------------------------------------------------ | ----------------- | ------------------------- |
| 41    | The Algae's Always Greener      | Чужі водорості завжди зеленіші  | Чужі водорості завжди зеленіші  | Аарон Спрінгер, Ц. Х. Грінблат, Мерріветер Вільямс           | 22 березня 2002   | 13 березня 2018           |
| 41    | SpongeGuard on Duty             | Рятувальник Боб на варті        | Рятувальник Боб на варті        | Джей Лендер, Сем Гендерсон, Марк O'Хейр                      | 22 березня 2002   | 13 березня 2018           |
| 42    | Club SpongeBob                  | Клуб «Губка Боб»                | Клуб «Губка Боб»                | Волт Дорн, Марк O'Хейр                                       | 12 липня 2002     | 14 березня 2018           |
| 42    | My Pretty Seahorse              | Мій любий морський коник        | Моя мила морська конячка        | Кент Осборн, Пол Тіббітт                                     | 12 липня 2002     | 14 березня 2018           |
| 43    | Just One Bite                   | Лише один шматочок              | Лише один шматочок              | Джей Лендер, Сем Гендерсон, Мерріветер Вільямс               | 5 жовтня 2001     | 15 березня 2018           |
| 43    | The Bully                       | Задирака                        | Забіяка                         | Аарон Спрінгер, Ц. Х. Грінблат, Мерріветер Вільямс           | 5 жовтня 2001     | 15 березня 2018           |
| 44    | Nasty Patty                     | Огидний крабсбургер             | Огидна петті                    | Пол Тіббітт, Каз Прапуоленіс, Марк O'Хейр                    | 1 березня 2002    | 16 березня 2018           |
| 44    | Idiot Box                       | Дурна коробка                   | Дурна коробка                   | Пол Тіббітт, Кент Осборн, Мерріветер Вільямс                 | 1 березня 2002    | 16 березня 2018           |
| 45    | Mermaid Man and Barnacle Boy IV | Морський Супермен і Сліпарик 4  | Морський Супермен і Причепа 4   | Джей Лендер, Сем Гендерсон, Мерріветер Вільямс               | 21 січня 2002     | 17 березня 2018           |
| 45    | Doing Time                      | Ув'язнення                      | В'язнення                       | Аарон Спрінгер, Ц. Х. Грінблат, Мерріветер Вільямс           | 21 січня 2002     | 17 березня 2018           |
| 46    | Snowball Effect                 | Ефект гри у сніжки              | Ефект сніжки                    | Пол Тіббітт, Кент Осборн, Мерріветер Вільямс                 | 22 лютого 2002    | 18 березня 2018           |
| 46    | One Krabs Trash                 | Крабсове сміття                 | Крабсовий мотлох                | Пол Тіббітт, Кент Осборн, Марк О'Хейр                        | 22 лютого 2002    | 18 березня 2018           |
| 47    | As Seen on TV                   | Зірка телебачення               | Як по телевізору                | Аарон Спрінгер, Ц. Х. Грінблат, Мерріветер Вільямс           | 8 березня 2002    | 19 березня 2018           |
| 47    | Can You Spare a Dime?           | Не позичиш 10 центів?           | Позичиш 10 центів?              | Джей Лендер, Сем Гендерсон, Мерріветер Вільямс               | 8 березня 2002    | 19 березня 2018           |
| 48    | No Weenies Allowed              | Малечі вхід заборонено          | Слабакам вхід заборонено        | Пол Тіббітт, Кент Осборн, Мерріветер Вільямс                 | 15 березня 2002   | 20 березня 2018           |
| 48    | Squilliam Returns               | Сквільям повертається           | Повернення Сквільяма            | Сем Гендерсон, Джей Лендер, Марк О'Хейр                      | 15 березня 2002   | 20 березня 2018           |
| 49    | Krab Borg                       | Крабс-Кіборг                    | Робот Крабс                     | Пол Тіббітт, Кент Осборн, Марк O'Хейр                        | 29 березня 2002   | 21 березня 2018           |
| 49    | Rock-a-Bye Bivalve              | Дитинча молюска                 | Молюск-немовля                  | Джей Лендер, Сем Гендерсон, Марк O'Хейр                      | 29 березня 2002   | 21 березня 2018           |
| 50    | Wet Painters                    | Квачомази                       | Фарбувальники                   | Ц. Х. Грінблат, Каз Прапуленіс, Марк O'Хейр                  | 10 травня 2002    | 22 березня 2018           |
| 50    | Krusty Krab Training Video      | Навчальне відео «Красті Крабс»  | Навчальне відео «Красті Крабс»  | Аарон Спрінгер, Ц. Х. Грінблат, Кент Осборн                  | 10 травня 2002    | 22 березня 2018           |
| 51    | Party Pooper Pants              | Клопоту повні штани             | Некомпанійський Боб             | Пол Тіббітт, Кент Осборн, Марк O'Хейр                        | 17 травня 2002    | 23 березня 2018           |
| 52    | Chocolate with Nuts             | Шоколад з горішками             | Шоколад з горіхами              | Пол Тіббітт, Каз Прапуленіс, Кент Осборн, Мерріветер Вільямс | 1 червня 2002     | 24 березня 2018           |
| 52    | Mermaid Man and Barnacle Boy V  | Морський Супермен і Сліпарик 5  | Супермен і Причепа 5            | Ц. Х. Грінблат, Каз Прапуленіс, Мерріветер Вільямс           | 1 червня 2002     | 24 березня 2018           |
| 53    | New Student Starfish            | Морська зірка — новенький       | У школі — новенький             | Пол Тіббітт, Кент Осборн, Марк O'Хейр                        | 20 вересня 2002   | 25 березня 2018           |
| 53    | Clams                           | Молюски                         | Гігантський молюск              | Джей Лендер, Сем Гендерсон, Марк O'Хейр                      | 20 вересня 2002   | 25 березня 2018           |
| 54    | Ugh!                            | До нашої ери                    | Ох!                             | Пол Тіббітт, Кент Осборн                                     | 5 березня 2004    | 26 березня 2018           |
| 55    | The Great Snail Race            | Великі равликові перегони       | Перегони равликів               | Пол Тіббітт, Кент Осборн, Мерріветер Вільямс                 | 24 січня 2003     | 27 березня 2018           |
| 55    | Mid-Life Crustacean             | Ракоподібне середніх років      | Ракоподібне середнього віку     | Ц. Х. Грінблат, Каз Прапуленіс, Марк O'Хейр                  | 24 січня 2003     | 27 березня 2018           |
| 56    | Born Again Krabs                | Знову народжений Крабс          | Заново народжений Крабс         | Пол Тіббітт, Кент Осборн, Мерріветер Вільямс                 | 4 жовтня 2003     | 28 березня 2018           |
| 56    | I Had an Accident               | Зі мною стався нещасний випадок | Зі мною стався нещасний випадок | Ц. Х. Грінблат, Каз Прапуленіс, Мерріветер Вільямс           | 4 жовтня 2003     | 28 березня 2018           |
| 57    | Krabby Land                     | Краббі Ленд                     | Краббі Ленд                     | Пол Тіббітт, Кент Осборн, Марк O'Хейр                        | 3 квітня 2004     | 29 березня 2018           |
| 57    | The Camping Episode             | Похід                           | Похід                           | Джей Лендер, Сем Гендерсон, Мерріветер Вільямс               | 3 квітня 2004     | 29 березня 2018           |
| 58    | Missing Identity                | У пошуках себе                  | Втрачена особистість            | Пол Тіббітт, Кент Осборн, Мерріветер Вільямс                 | 19 січня 2004     | 30 березня 2018           |
| 58    | Plankton's Army                 | Армія Планктона                 | Планктонова армія               | Джей Лендер, Сем Гендерсон, Мерріветер Вільямс               | 19 січня 2004     | 30 березня 2018           |
| 59    | The Sponge Who Could Fly        | Губка, яка могла літати         | Губка, що може літати           | Пол Тіббітт, Кент Осборн, Мерріветер Вільямс                 | 21 березня 2003   | 31 березня 2018           |
| 60    | SpongeBob Meets the Strangler   | Губка Боб зустрічає маніяка     | Губка Боб і душистукач          | Пол Тіббітт, Кент Осборн, Ц. Х. Грінблат, Мерріветер Вільямс | 11 жовтня 2004    | 1 квітня 2018             |
| 60    | Pranks a Lot                    | Купа жартів                     | Купа жартів                     | Пол Тіббітт, Кент Осборн, Мерріветер Вільямс                 | 11 жовтня 2004    | 1 квітня 2018             |

### Четвертий сезон (2005—2007)
| Номер | Оригінальна назва                                   | Переклад від студії «СТБ»                    | Переклад від студії «1+1»                              | Автор(и) сценарію                            | Дата показу у США | Дата показу на «ПлюсПлюс» |
| ----- | --------------------------------------------------- | -------------------------------------------- | ------------------------------------------------------ | -------------------------------------------- | ----------------- | ------------------------- |
| 61    | Fear of a Krabby Patty                              | Крабсбургерофобія                            | Петтіфобія                                             | Ц. Х. Грінблат, Пол Тіббітт                  | 6 травня 2005     | 2 квітня 2018             |
| 61    | Shell of a Man                                      | Панцир для чоловіків                         | Панцир для мужності                                    | Майк Белл, Пол Тіббітт                       | 6 травня 2005     | 2 квітня 2018             |
| 62    | The Lost Mattress                                   | Втрачений матрац                             | Втрачений матрац                                       | Майк Белл, Тім Гілл                          | 13 травня 2005    | 3 квітня 2018             |
| 62    | Krabs vs. Plankton                                  | Крабс проти Планктона                        | Крабс проти Планктона                                  | Тім Гілл, Майк Мітчелл, Вінсент Воллер       | 13 травня 2005    | 3 квітня 2018             |
| 63    | Have You Seen This Snail?                           | Ви не бачили мого равлика?                   | Ви не бачили равлика?                                  | Аарон Спрінгер, Пол Тіббітт                  | 11 листопада 2005 | 4 квітня 2018             |
| 64    | Skill Crane                                         | Спритний кран                                | Спритний кран                                          | Кайл Маккаох, Аарон Спрінгер, Вінсент Воллер | 20 травня 2005    | 5 квітня 2018             |
| 64    | Good Neighbors                                      | Гарні сусіди                                 | Гарний сусід                                           | Майк Белл                                    | 20 травня 2005    | 5 квітня 2018             |
| 65    | Selling Out                                         | Продається                                   | На продаж                                              | Зеус Кервас, Ерік Вейз, Тім Гілл             | 23 вересня 2005   | 6 квітня 2018             |
| 65    | Funny Pants                                         | Кумедні штани                                | Штани-реготуни                                         | Люк Брукшир, Том Кінг, Стівен Бенкс          | 30 вересня 2005   | 6 квітня 2018             |
| 66    | Dunces and Dragons                                  | Бовдури та дракон                            | Дурні та дракони                                       | Зеус Сервас, Ерік Віз, Тім Гілл              | 20 лютого 2006    | 7 квітня 2018             |
| 67    | Enemy In-Law                                        | Ворог у законі                               | Зять — ворог                                           | Том Кінг, Люк Брукшир, Тім Гілл              | 14 жовтня 2005    | 8 квітня 2018             |
| 67    | Mermaid Man and Barnacle Boy VI: The Motion Picture | Морський Супермен та Сліпарик 6: Кінострічка | Морський Супермен і Причепа: Кіноепопея. Частина шоста | Кейсі Александер, Кріс Мітчелл               | 7 жовтня 2005     | 8 квітня 2018             |
| 68    | Patrick SmartPants                                  | Патрік Розумні Штани                         | Розумаха Патрік                                        | Кейсі Александер, Кріс Мітчелл, Тім Гілл     | 21 жовтня 2005    | 9 квітня 2018             |
| 68    | SquidBob TentaclePants                              | Сквід Боб Щупальцеві Штани                   | СквідБоб Штани-Щупальця                                | Зеус Кервас, Ерік Вейз, Стівен Бенкс         | 4 листопада 2005  | 9 квітня 2018             |
| 69    | Krusty Towers                                       | Не озвучували                                | Готель «Красті Тауерс»                                 | Люк Брукшир, Том Кінг, Стівен Бенкс          | 1 квітня 2006     | 10 квітня 2018            |
| 69    | Mrs. Puff, You're Fired                             | Не озвучували                                | Місіс Пафф, Вас звільнено                              | Кейсі Александер, Кріс Мітчелл, Тім Гілл     | 1 квітня 2006     | 10 квітня 2018            |
| 70    | Ghost Host                                          | Гість привид                                 | Гість привид                                           | Зеус Кервас, Ерік Вейз, Тім Гілл             | 5 травня 2006     | 11 квітня 2018            |
| 70    | Chimps Ahoy                                         | Агов, шимпанзе                               | Ахой, шимпанзе                                         | Люк Брукшир, Том Кінг, Стівен Бенкс          | 5 травня 2006     | 11 квітня 2018            |
| 71    | Whale of a Birthday                                 | День народження Перл                         | Найкращий день народження                              | Люк Брукшир, Том Кінг, Пол Тіббітт           | 12 травня 2006    | 12 квітня 2018            |
| 71    | Karate Island                                       | Острів карате                                | Острів карате                                          | Кейсі Александер, Кріс Мітчелл, Стівен Бенкс | 12 травня 2006    | 12 квітня 2018            |
| 72    | All That Glitters                                   | Не все те золото, що блищить                 | Не все те золото                                       | Ерік Вейз, Зеус Кервас, Стівен Бенкс         | 2 червня 2006     | 13 квітня 2018            |
| 72    | Wishing You Well                                    | Криниця бажань                               | Криниця бажань                                         | Люк Брукшир, Том Кінг, Стівен Бенкс          | 2 червня 2006     | 13 квітня 2018            |
| 73    | New Leaf                                            | З чистої сторінки                            | З чистого аркуша                                       | Зеус Кервас, Ерік Вейз, Стівен Бенкс         | 22 вересня 2006   | 14 квітня 2018            |
| 73    | Once Bitten                                         | Покусані                                     | Укушені                                                | Кейсі Александер, Кріс Мітчелл, Стівен Бенкс | 29 вересня 2006   | 14 квітня 2018            |
| 74    | Bummer Vacation                                     | Важка відпустка                              | Відпустка ледацюги                                     | Кейсі Александер, Кріс Мітчелл, Дені Мікаелі | 13 жовтня 2006    | 15 квітня 2018            |
| 74    | Wigstruck                                           | Мода на перуки                               | Обмін перуками                                         | Люк Брукшир, Том Кінг, Дені Мікаелі          | 17 листопада 2006 | 15 квітня 2018            |
| 75    | Squidtastic Voyage                                  | Подорож Сквідвардлендом                      | Подорож всередину Сквідварда                           | Люк Брукшир, Том Кінг, Дені Мікаелі          | 6 жовтня 2006     | 16 квітня 2018            |
| 75    | That's No Lady                                      | Кралечка                                     | Це не леді                                             | Кейсі Александер, Кріс Мітчелл, Стівен Бенкс | 25 листопада 2006 | 16 квітня 2018            |
| 76    | The Thing                                           | Створіння                                    | Смердик                                                | Зеус Кервас, Ерік Вейз, Стівен Бенкс         | 15 січня 2007     | 17 квітня 2018            |
| 76    | Hocus Pocus                                         | Фокус-Покус                                  | Фокус-Покус                                            | Кейсі Александер, Кріс Мітчелл, Стівен Бенкс | 15 січня 2007     | 17 квітня 2018            |
| 77    | Driven to Tears                                     | Доводити до сліз                             | Доїздились до сліз                                     | Люк Брукшир, Том Кінг, Стівен Бенкс          | 19 лютого 2007    | 18 квітня 2018            |
| 77    | Rule of Dumb                                        | Влада дурнів                                 | Влада дурня                                            | Зеус Кервас, Ерік Вейз, Дені Мікаелі         | 19 лютого 2007    | 18 квітня 2018            |
| 78    | Born to Be Wild                                     | Байкери                                      | Народжений бути лихим                                  | Люк Брукшир, Том Кінг, Стівен Бенкс          | 31 березня 2007   | 19 квітня 2018            |
| 78    | Best Frenemies                                      | Закляті друзі                                | Найкращі ворогодрузі                                   | Зеус Кервас, Ерік Вейз, Дені Мікаелі         | 31 березня 2007   | 19 квітня 2018            |
| 79    | The Pink Purloiner                                  | Рожевий злодюжка                             | Поля медуз                                             | Люк Брукшир, Том Кінг, Стівен Бенкс          | 19 лютого 2007    | 20 квітня 2018            |
| 79    | Squid Wood                                          | Міні Сквіді                                  | Міні Сквіді                                            | Кейсі Александер, Кріс Мітчелл, Дені Мікаелі | 24 липня 2007     | 20 квітня 2018            |
| 80    | Best Day Ever                                       | Найкращий день у житті                       | Найкращий день                                         | Нейт Кеш, Так Такер, Стівен Бенкс            | 10 листопада 2006 | 22 квітня 2018            |
| 80    | The Gift of Gum                                     | Подарунок із гумки                           | Жувальний подарунок                                    | Зеус Кервас, Ерік Вейз, Дені Мікаелі         | 19 лютого 2007    | 22 квітня 2018            |

### П'ятий сезон (2007—2009)
| Номер | Оригінальна назва                | Переклад від студії «СТБ»         | Переклад від студії «1+1»          | Автор(и) сценарію                                                   | Дата показу у США | Дата показу на «ПлюсПлюс»                           |
| ----- | -------------------------------- | --------------------------------- | ---------------------------------- | ------------------------------------------------------------------- | ----------------- | --------------------------------------------------- |
| 81    | Friend or Foe                    | Друг чи ворог?                    | Друг чи ворог?                     | Кейсі Александер, Зеус Кервас, Майк Мітчелл, Стівен Бенкс, Тім Гілл | 13 квітня 2007    | 21 квітня 2018                                      |
| 82    | The Original Fry Cook            | Перший кухар                      | Найперший кухар                    | Люк Брукшир, Том Кінг, Стівен Бенкс, Дені Мікаелі                   | 30 липня 2007     | 23 квітня 2018                                      |
| 82    | Night Light                      | Нічник                            | Нічник                             | Кейсі Александер, Кріс Мітчелл, Стівен Бенкс                        | 30 липня 2007     | 23 квітня 2018                                      |
| 83    | Rise and Shine                   | Прокинься і співай                | Прокинься і співай                 | Нейт Кеш, Стівен Бенкс                                              | 19 лютого 2007    | 24 квітня 2018                                      |
| 83    | Waiting                          | Очікування                        | Чекання                            | Нейт Кеш, Так Такер, Стівен Бенкс                                   | 19 лютого 2007    | 24 квітня 2018                                      |
| 83    | Fungus Among Us                  | Пліснява атакує                   | Грибок серед нас                   | Кейсі Александер, Зеус Кервас, Річард Пурсель                       | 29 вересня 2007   | 24 квітня 2018                                      |
| 84    | Spy Buddies                      | Друзі-шпигуни                     | Напарники                          | Люк Брукшир, Том Кінг, Дені Мікаелі                                 | 23 липня 2007     | 25 квітня 2018                                      |
| 84    | Boat Smarts                      | Вправний водій                    | Водійський глузд                   | Кейсі Александер, Зеус Кервас, Річард Пурсель                       | 23 липня 2007     | 25 квітня 2018                                      |
| 84    | Good Ol' Whatshisname            | Старий, добрий, як там його звати | Добра, стара, як її там            | Кейсі Александер, Зеус Кервас, Річард Пурсель                       | 23 липня 2007     | 25 квітня 2018                                      |
| 85    | New Digs                         | Нова домівка                      | Новий дім                          | Нейт Кеш, Так Такер, Річард Пурсель                                 | 25 липня 2007     | 27 квітня 2018                                      |
| 85    | Krabs à la Mode                  | Крабс а ля Мод                    | Заморожений Краб                   | Люк Брукшир, Том Кінг, Ерік Шау                                     | 25 липня 2007     | 27 квітня 2018                                      |
| 86    | Roller Cowards                   | Невідомо                          | Боягузи на атракціонах             | Люк Брукшир, Том Кінг, Стівен Бенкс                                 | 27 липня 2007     | 28 квітня 2018                                      |
| 86    | Bucket Sweet Bucket              | Відро, миле відро                 | Помийне Відро                      | Кейсі Александер, Зеус Кервас, Річард Пурсель                       | 27 липня 2007     | 28 квітня 2018                                      |
| 87    | To Love a Patty                  | Любити крабсбургер                | Любити петті                       | Кейсі Александер, Зеус Кервас, Ерік Шау                             | 26 липня 2007     | 29 квітня 2018                                      |
| 87    | Breath of Fresh Squidward        | Геть новий Сквідвард              | Подих свіжого Сквідварда           | Нейт Кеш, Так Такер, Річард Пурсель                                 | 26 липня 2007     | 29 квітня 2018                                      |
| 88    | Money Talks                      | Балакучі гроші                    | Балакучі гроші                     | Люк Брукшир, Том Кінг, Дені Мікаелі                                 | 31 липня 2007     | 30 квітня 2018                                      |
| 88    | SpongeBob vs. The Patty Gadget   | Губка Боб проти Крабсургеропічки  | Губка Боб проти петті-машини       | Люк Брукшир, Річард Пурсель                                         | 31 липня 2007     | 30 квітня 2018                                      |
| 88    | Slimy Dancing                    | Брудні танці                      | Танці без правил                   | Нейт Кеш, Так Такер, Річард Пурсель                                 | 31 липня 2007     | 30 квітня 2018                                      |
| 89    | The Krusty Sponge                | Красті Губка                      | Красті Губка                       | Аарон Спрінгер, Ерік Шау                                            | 24 липня 2007     | 1 травня 2018                                       |
| 89    | Sing a Song of Patrick           | Заспівай пісеньку Патріка         | Співаємо Патрікову пісню           | Люк Брукшир, Том Кінг, Стівен Бенкс                                 | 19 лютого 2007    | 1 травня 2018                                       |
| 90    | A Flea in Her Dome               | Блоха під куполом                 | Блоха під куполом                  | Кейсі Александер, Зеус Кервас, Стівен Бенкс                         | 1 серпня 2007     | 2 травня 2018                                       |
| 90    | The Donut of Shame               | Пундик сорому                     | Пончик сорому                      | Нейт Кеш, Дені Мікаелі                                              | 2 серпня 2007     | 2 травня 2018                                       |
| 90    | The Krusty Plate                 | Тарілка Красті                    | Тарілка Красті                     | Так Такер, Ерік Шау                                                 | 2 серпня 2007     | 2 травня 2018                                       |
| 91    | Goo Goo Gas                      | Газ Агу-Агу                       | Агу газ                            | Люк Брукшир, Том Кінг, Дені Мікаелі                                 | 19 липня 2009     | 3 травня 2018                                       |
| 91    | Le Big Switch                    | Обмін по-французькому             | Велика зміна                       | Нейт Кеш, Так Такер, Річард Пурсель                                 | 29 вересня 2007   | 3 травня 2018                                       |
| 92    | Atlantis SquarePantis            | Атлантис                          | Атлантис Квадратноштантис          | Кейсі Александер, Зеус Кервас, Стівен Бенкс, Дені Мікаелі           | 12 листопада 2007 | 4 травня 2018 (1 частина) 26 серпня 2018 (повністю) |
| 93    | Picture Day                      | Фото для випускного альбому       | Фото на випускний                  | Кейсі Александер, Дені Мікаелі                                      | 2 серпня 2007     | 5 травня 2018                                       |
| 93    | Pat No Pay                       | Патрік не платить                 | Патрік не платить                  | Зеус Кервас, Дені Мікаелі                                           | 2 серпня 2007     | 5 травня 2018                                       |
| 93    | BlackJack                        | БлекДжек                          | Чорний Джек                        | Кейсі Александер, Зеус Кервас, Річард Пурсель                       | 2 серпня 2007     | 5 травня 2018                                       |
| 94    | Blackened Sponge                 | Почорніла губка                   | Затьмарений Губка                  | Грег Міллер, Аарон Спрінгер, Ерік Шау                               | 3 серпня 2007     | 6 травня 2018                                       |
| 94    | Mermaid Man vs. SpongeBob        | Морський Супермен і Губка         | Морський Супермен проти Губки Боба | Нейт Кеш, Так Такер, Ерік Шау                                       | 3 серпня 2007     | 6 травня 2018                                       |
| 95    | The Inmates of Summer            | Мешканці літа                     | Співкамерники на літо              | Кріс Реккарді, Аарон Спрінгер, Дені Мікаелі                         | 23 листопада 2007 | 7 травня 2018                                       |
| 95    | To Save a Squirre                | Врятувати білку                   | Врятувати білку                    | Люк Брукшир, Нейт Кеш, Дені Мікаелі                                 | 23 листопада 2007 | 7 травня 2018                                       |
| 96    | Pest of the West                 | Лиходій із заходу                 | Чума із заходу                     | Люк Брукшир, Том Кінг, Стівен Бенкс, Річард Пурсель, Ендрю Гудман   | 11 квітня 2008    | 9 травня 2018                                       |
| 97    | 20,000 Patties Under the Sea     | 20 тисяч сендвічів під водою      | 20 тисяч петті під водою           | Кріс Реккарді, Аарон Спрінгер, Річард Пурсель                       | 23 листопада 2007 | 10 травня 2018                                      |
| 97    | The Battle of Bikini Bottom      | Битва за Бікіні Боттом            | Битва за Бікіні Боттом             | Люк Брукшир, Нейт Кеш, Ерік Шау                                     | 23 листопада 2007 | 10 травня 2018                                      |
| 98    | What Ever Happened to SpongeBob? | Що трапилось із Губкою Бобом?     | Що сталось з Губкою Бобом?         | Кейсі Александер, Зеус Кервас, Стівен Бенкс                         | 13 жовтня 2008    | 11 травня 2018                                      |
| 99    | The Two Faces of Squidward       | Два обличчя Сквідварда            | Два обличчя Сквідварда             | Чарлі Бін, Аарон Спрінгер, Стівен Бенкс                             | 23 листопада 2007 | 12 травня 2018                                      |
| 99    | SpongeHenge                      | Парк скульптур Губки Боба         | Губкохендж                         | Кейсі Александер, Зеус Кервас, Річард Пурсель                       | 23 листопада 2007 | 12 травня 2018                                      |
| 100   | Banned in Bikini Bottom          | Заборонено в Бікіні Боттом        | Заборонено в Бікіні Боттом         | Аарон Спрінгер, Стівен Бенкс                                        | 23 листопада 2007 | 13 травня 2018                                      |
| 100   | Stanley S. SquarePants           | Стенлі Квадратні Штани            | Стенлі Квадратні Штани             | Люк Брукшир, Нейт Кеш, Ерік Шау                                     | 23 листопада 2007 | 13 травня 2018                                      |

### Шостий сезон (2008—2010)
| Номер   | Оригінальна назва                     | Переклад від студії «СТБ»      | Переклад від студії «1+1»                | Автор(и) сценарію                                                        | Дата показу у США | Дата показу на «ПлюсПлюс»                             |
| ------- | ------------------------------------- | ------------------------------ | ---------------------------------------- | ------------------------------------------------------------------------ | ----------------- | ----------------------------------------------------- |
| 101     | House Fancy                           | Будинок мрії                   | Будинок мрії                             | Аарон Спрінгер, Дені Мікаелі                                             | 6 червня 2008     | 14 травня 2018                                        |
| 101     | Krabby Road                           | Шлях крабсбургера              | Шлях до Крабової Петті                   | Люк Брукшир, Нейт Кеш, Ерік Шау                                          | 3 березня 2008    | 14 травня 2018                                        |
| 102     | Penny Foolish                         | Магія грошей                   | Дармові гроші                            | Аарон Спрінгер, Дені Мікаелі                                             | 7 березня 2008    | 15 травня 2018                                        |
| 102     | Nautical Novice                       | Старанний учень                | Морячок-новачок                          | Кейсі Александер, Зеус Кервас, Дерек Іверсен                             | 29 березня 2008   | 15 травня 2018                                        |
| 103     | Spongicus                             | Губкікус                       | Губкобобус                               | Кейсі Александер, Зеус Кервас, Річард Пурсель                            | 29 березня 2008   | 16 травня 2018                                        |
| 103     | Suction Cup Symphony                  | Лікарська симфонія             | Болісна симфонія                         | Люк Брукшир, Нейт Кеш, Річард Пурсель                                    | 6 березня 2008    | 16 травня 2018                                        |
| 104     | Not Normal                            | Ненормальний                   | Ненормальний                             | Кейсі Александер, Зеус Кервас, Дерек Іверсен                             | 4 березня 2008    | 17 травня 2018                                        |
| 104     | Gone                                  | Зниклі                         | Зниклі                                   | Люк Брукшир, Нейт Кеш, Стівен Бенкс                                      | 5 березня 2008    | 17 травня 2018                                        |
| 105     | The Splinter                          | Скапка                         | Скапка                                   | Нейт Кеш, Шон Шарматс, Стівен Бенкс                                      | 2 червня 2008     | 19 травня 2018                                        |
| 105     | Slide Whistle Stooges                 | Плавний свист жартівника       | Свистки-жартівники                       | Кейсі Александер, Зеус Кервас, Дерек Іверсен                             | 16 лютого 2009    | 19 травня 2018                                        |
| 106     | A Life in a Day                       | Життя завдовжки в день         | Життя завдовжки в день                   | Кріс Реккарді, Дені Мікаелі                                              | 4 червня 2008     | 21 травня 2018                                        |
| 106     | Sun Bleached                          | Вибілений сонцем               | Вибілений сонцем                         | Люк Брукшир, Нейт Кеш, Річард Пурсель                                    | 5 червня 2008     | 21 травня 2018                                        |
| 107     | Giant Squidward                       | Гігантський Сквідвард          | Сквідвард-велетень                       | Люк Брукшир, Нейт Кеш, Річард Пурсель                                    | 3 червня 2008     | 22 травня 2018                                        |
| 107     | No Nose Knows                         | Жоден ніс не знає              | Ніс всюди ліз                            | Кейсі Александер, Зеус Кервас, Дерек Іверсен                             | 4 серпня 2008     | 22 травня 2018                                        |
| 108     | Patty Caper                           | Викрадені крабсбургери         | Викрадач петті                           | Кейсі Александер, Зеус Кервас, Ерік Шау                                  | 5 серпня 2008     | 23 травня 2018                                        |
| 108     | Plankton's Regular                    | Шанувальник Планктона          | Постійний клієнт Планктона               | Кейсі Александер, Зеус Кервас, Дені Мікаелі                              | 6 серпня 2008     | 23 травня 2018                                        |
| 109     | Boating Buddies                       | Друзяки по човнах              | Друзяки водії                            | Аарон Спрінгер, Річард Пурсель                                           | 7 серпня 2008     | 24 травня 2018                                        |
| 109     | The Krabby Kronicle                   | Краббі Вісник                  | Крабова Хроніка                          | Кейсі Александер, Зеус Кервас, Дерек Іверсен                             | 8 серпня 2008     | 24 травня 2018                                        |
| 110     | The Slumber Party                     | Вечірка з ночівлею             | Піжамна вечірка                          | Том Кінг, Дені Мікаелі                                                   | 28 листопада 2008 | 25 травня 2018                                        |
| 110     | Grooming Gary                         | Догляд за Гері                 | Догляд за Ґері                           | Кейсі Александер, Зеус Кервас, Дені Мікаелі                              | 28 листопада 2008 | 25 травня 2018                                        |
| 111     | SpongeBob SquarePants vs. The Big One | Губка Боб та Велика Хвиля      | Губка Боб Квадратні Штани і велика хвиля | Аарон Спрінгер, Пол Тіббітт, Стівен Бенкс                                | 17 квітня 2009    | 26 травня 2018                                        |
| 112     | Porous Pockets                        | Кишенькова губка               | Пористі кишені                           | Аарон Спрінгер, Дерек Іверсен                                            | 8 березня 2008    | 27 травня 2018                                        |
| 112     | Choir Boys                            | Хорові співи                   | Хористи                                  | Аарон Спрінгер, Річард Пурсель                                           | 20 березня 2009   | 27 травня 2018                                        |
| 113     | Krusty Krushers                       | Хрустом'ялки                   | Красті трощівки                          | Нейт Кеш, Шон Шарматс, Дерек Іверсен                                     | 28 листопада 2008 | 28 травня 2018                                        |
| 113     | The Card                              | Картка                         | Картка                                   | Люк Брукшир, Нейт Кеш, Стівен Бенкс                                      | 28 листопада 2008 | 28 травня 2018                                        |
| 114     | Dear Vikings                          | Любі вікінги                   | Любі вікінги                             | Аарон Спрінгер, Дені Мікаелі                                             | 28 листопада 2008 | 29 травня 2018                                        |
| 114     | Ditchin                               | Прогули                        | Прогули                                  | Кейсі Александер, Зеус Кервас, Дені Мікаелі                              | 28 листопада 2008 | 29 травня 2018                                        |
| 115     | Grandpappy the Pirate                 | Дідусь-пірат                   | Дідусь-пірат                             | Кейсі Александер, Зеус Кервас, Дені Мікаелі                              | 18 лютого 2009    | 30 травня 2018                                        |
| 115     | Cephalopod Lodge                      | Ложа головоногих               | Ложа головоногих                         | Люк Брукшир, Нейт Кеш, Річард Пурсель                                    | 17 лютого 2009    | 30 травня 2018                                        |
| 116     | Squid's Visit                         | Візит Сквіда                   | Сквід прихід                             | Кейсі Александер, Зеус Кервас, Дерек Іверсен                             | 4 червня 2009     | 31 травня 2018                                        |
| 116     | To SquarePants or Not to SquarePants  | Квадратні Штани чи ні          | Квадратні Штани чи не Квадратні Штани    | Люк Брукшир, Нейт Кеш, Стівен Бенкс                                      | 17 липня 2009     | 31 травня 2018                                        |
| 117     | Shuffleboarding                       | Гра в монетки                  | Шаффлборд                                | Люк Брукшир, Неейт Кеш, Дерек Іверсен                                    | 16 лютого 2009    | 1 червня 2018                                         |
| 117     | Professor Squidward                   | Професор Сквідвард             | Професор Сквідвард                       | Аарон Спрінгер, Дені Мікаелі                                             | 19 лютого 2009    | 1 червня 2018                                         |
| 118     | Pet or Pests                          | Домашній улюбленець чи паразит | Домашній улюбленець або шкідник          | Аарон Спрінгер, Річард Пурсель                                           | 18 березня 2009   | 2 червня 2018                                         |
| 118     | Komputer Overload                     | Перезавантаження комп'ютера    | Перенавантаження комп'ютера              | Аарон Спрінгер, Річард Пурсель                                           | 19 березня 2009   | 2 червня 2018                                         |
| 119     | Gullible Pants                        | Легковірні Штани               | Простодушний Боб                         | Люк Брукшир, Нейт Кеш, Дерек Іверсен                                     | 5 червня 2009     | 3 червня 2018                                         |
| 119     | Overbooked                            | Забагато обов'язків            | Переобтяженість                          | Кейсі Александер, Зеус Кервас, Дерек Іверсен                             | 19 липня 2009     | 3 червня 2018                                         |
| 120     | No Hat for Pat                        | Патрік без кашкета             | Патрік без кашкета                       | Кейсі Александер, Зеус Кервас, Дені Мікаелі                              | 19 липня 2009     | 4 червня 2018                                         |
| 120     | Toy Store of Doom                     | Іграшковий магазин жахіття     | Іграшковий магазин жахів                 | Люк Брукшир, Нейт Кеш, Дені Мікаелі                                      | 17 березня 2009   | 4 червня 2018                                         |
| 121     | Sand Castles in the Sand              | Піщані замки                   | Піщані замки                             | Кейсі Александер, Зеус Кервас, Дені Мікаелі                              | 16 березня 2009   | 5 червня 2018                                         |
| 121     | Shell Shocked                         | Зламана мушля                  | Розбита мушля                            | Кейсі Александер, Зеус Кервас, Річард Пурсель                            | 1 червня 2009     | 5 червня 2018                                         |
| 122     | Chum Bucket Supreme                   | Просування Помийного Відра     | Реклама Помийного Відра                  | Шон Шарматс, Дені Мікаелі                                                | 19 липня 2009     | 6 червня 2018                                         |
| 122     | Single Cell Anniversary               | Річниця одноклітинного         | Річниця одноклітинного                   | Люк Брукшир, Нейт Кеш, Річард Пурсель                                    | 3 червня 2009     | 6 червня 2018                                         |
| 123-124 | Truth or Square                       | Чесний чи Квадратний           | Правда чи Квадрат                        | Люк Брукшир, Нейт Кеш, Пол Тіббітт, Стівен Бенкс                         | 6 листопада 2009  | 25 грудня 2021 (1 частина) 26 грудня 2021 (2 частина) |
| 125     | Pineapple Fever                       | Ананас лихоманить              | Буря в ананасі                           | Аарон Спрінгер, Дерек Іверсен                                            | 2 червня 2009     | 7 червня 2018                                         |
| 125     | Chum Caverns                          | Печери Нерозлийвода            | Помийні печери                           | Кейсі Александер, Зеус Кервас, Річард Пурсель                            | 18 липня 2009     | 7 червня 2018                                         |
| 126     | The Clash of Triton                   | Бунт Тритона                   | Битва Тритона                            | Кейсі Александер, Зеус Кервас, Аарон Спрінгер, Стівен Бенкс, Пол Тіббітт | 5 липня 2010      | 8 червня 2018                                         |

### Сьомий сезон (2009—2011)
| Номер | Оригінальна назва                     | Переклад від студії «СТБ»                    | Переклад від студії «1+1»                 | Автор(и) сценарію                                          | Дата показу у США | Дата показу на «QTV» | Дата показу на «ТЕТ» |
| ----- | ------------------------------------- | -------------------------------------------- | ----------------------------------------- | ---------------------------------------------------------- | ----------------- | -------------------- | -------------------- |
| 127   | Tentacle-Vision                       | Телешоу Сквідварда                           | Щупальця бачення                          | Люк Брукшир, Нейт Кеш, Дерек Іверсен                       | 19 липня 2009     | Н/Д                  | 28 червня 2018       |
| 127   | I ♥ Dancing                           | Я люблю танцювати                            | Я люблю танці                             | Кейсі Александер, Зеус Кервас, Даг Лоуренс                 | 19 липня 2009     | Н/Д                  | 28 червня 2018       |
| 128   | Growth Spout                          | Дівчинка росте                               | Стрибок росту                             | Аарон Спрінгер, Річард Пурсель                             | 19 липня 2009     | Н/Д                  | 29 червня 2018       |
| 128   | Stuck in the Wringer                  | Застряглий у машинці для викрчування білизни | Застряг у машинці для викрчування білизни | Зеус Кервас, Шон Шарматс, Дерек Іверсен                    | 19 липня 2009     | Н/Д                  | 29 червня 2018       |
| 129   | Someone's in the Kitchen with Sandy   | Хтось на кухні з Сенді                       | Проникнення в дім Сенді                   | Кейсі Александер, Зеус Кервас, Дені Мікаелі                | 19 липня 2009     | Н/Д                  | 30 червня 2018       |
| 129   | The Inside Job                        | Внутрішня диверсія                           | Шпіонаж                                   | Люк Брукшир, Нейт Кеш, Даг Лоуренс                         | 19 липня 2009     | Н/Д                  | 30 червня 2018       |
| 130   | Greasy Buffoon                        | Жирові війни                                 | Королі жиру                               | Аарон Спрінгер, Дерек Іверсен                              | 27 листопада 2009 | Н/Д                  | 1 липня 2018         |
| 130   | Model Sponge                          | Губка Боб — модель                           | Губка модель                              | Кейсі Александер, Зеус Кервас, Даг Лоуренс                 | 27 листопада 2009 | Н/Д                  | 1 липня 2018         |
| 131   | Keep Bikini Bottom Beautiful          | Збережемо Бікіні Боттом гарним               | Бережіть красу Бікіні Боттом              | Люк Брукшир, Нейт Кеш, Дені Мікаелі                        | 2 січня 2010      | Н/Д                  | 2 липня 2018         |
| 131   | A Pal for Gary                        | Друг для Гері                                | Друг для Ґері                             | Кейсі Александер, Зеус Кервас, Річард Пурсель              | 2 січня 2010      | Н/Д                  | 2 липня 2018         |
| 132   | Yours, Mine and Mine                  | Тобі, мені і знову мені                      | Тобі, мені і знову мені                   | Люк Брукшир, Нейт Кеш, Стівен Бенкс                        | 11 вересня 2010   | Н/Д                  | 3 липня 2018         |
| 132   | Kracked Krabs                         | Неперевершений Крабс                         | Скнара Крабс                              | Люк Брукшир, Нейт Кеш, Даг Лоуренс                         | 11 вересня 2010   | Н/Д                  | 3 липня 2018         |
| 133   | The Curse of Bikini Bottom            | Проляття Бікіні Боттом                       | Прокляття над Бікіні Боттом               | Люк Брукшир, Нейт Кеш, Даг Лоуренс                         | 24 жовтня 2009    | Н/Д                  | 4 липня 2018         |
| 133   | Squidward in Clarinetland             | Сквідвард у країні кларнетів                 | Сквідвард у світі кларнетів               | Кейсі Александер, Зеус Кервас, Дені Мікаелі                | 24 березня 2010   | Н/Д                  | 4 липня 2018         |
| 134   | SpongeBob's Last Stand                | Останній бій Губки Боба                      | Останній рубіж Губки Боба                 | Аарон Спрінгер, Стівен Бенкс, Дерек Іверсен                | 22 квітня 2010    | Н/Д                  | 5 липня 2018         |
| 135   | Back to the Past                      | Назад у минуле                               | Назад у минуле                            | Кейсі Александер, Зеус Кервас, Дені Мікаелі                | 15 лютого 2010    | Н/Д                  | 6 липня 2018         |
| 135   | The Bad Guy Club for Villains         | Клуб для дуже поганих хлопців                | Клуб чорних справ лиходіїв                | Кейсі Александер, Зеус Кервас, Дені Мікаелі                | 15 лютого 2010    | Н/Д                  | 6 липня 2018         |
| 136   | A Day Without Tears                   | День без сліз                                | День без сліз                             | Аарон Спрінгер, Стівен Бенкс                               | 22 березня 2010   | Н/Д                  | 7 липня 2018         |
| 136   | Summer Job                            | Літній заробіток                             | Робота на літо                            | Кейсі Александер, Зеус Кервас, Дерек Іверсен               | 23 березня 2010   | Н/Д                  | 7 липня 2018         |
| 137   | One Coarse Meal                       | Сніданок кита                                | Планктон на обід                          | Кейсі Александер, Зеус Кервас, Даг Лоуренс                 | 25 березня 2010   | Н/Д                  | 8 липня 2018         |
| 137   | Gary in Love                          | Закоханий Гері                               | Закоханий Ґері                            | Кейсі Александер, Зеус Кервас, Дерек Іверсен               | 6 лютого 2010     | Н/Д                  | 8 липня 2018         |
| 138   | The Play's the Thing                  | Вистава — це дещо                            | Увесь світ — театр                        | Люк Брукшир, Нейт Кеш, Стівен Бенкс                        | 26 березня 2010   | Н/Д                  | 9 липня 2018         |
| 138   | Rodeo Daze                            | Дива родео                                   | Родео-лихоманка                           | Люк Брукшир, Нейт Кеш, Річард Пурсель                      | 6 лютого 2010     | Н/Д                  | 9 липня 2018         |
| 139   | Gramma's Secret Recipe                | Губка Боб та бабусин секретний рецепт        | Бабусин секретний рецепт                  | Аарон Спрінгер, Дені Мікаелі                               | 6 липня 2010      | Н/Д                  | 10 липня 2018        |
| 139   | The Cent of Money                     | Хто щадить гріш, той має з гаком більш       | Запах грошей                              | Кейсі Александр, Зеус Кервас, Дені Мікаелі                 | 7 липня 2010      | Н/Д                  | 10 липня 2018        |
| 140   | The Monster Who Came to Bikini Bottom | Монстр, що завітав у Бікіні Боттом           | Монстр який прийшов у Бікіні Боттом       | Аарон Спрінгер, Дені Мікаелі                               | 28 січня 2011     | Н/Д                  | 11 липня 2018        |
| 140   | Welcome to the Bikini Bottom Triangle | Ласкаво просимо у Трикутник Бікіні Боттома   | Ласкаво просимо у Трикутник Бікіні Боттом | Люк Брукшир, Нейт Кеш, Дені Мікаелі                        | 28 січня 2011     | 31 грудня 2011       | 11 липня 2018        |
| 141   | The Curse of the Hex                  | Прокляття карги                              | Прокляття відьми                          | Аарон Спрінгер, Рідчард Пурсель                            | 11 червня 2011    | Н/Д                  | 12 липня 2018        |
| 141   | The Main Drain                        | Головний стік                                | Головний стік                             | Люк Брукшир, Нейт Кеш, Даг Лоуренс                         | 28 січня 2011     | Н/Д                  | 12 липня 2018        |
| 142   | Trenchbillies                         | Клан Тренчбілів                              | В гостях у Селюків                        | Аарон Спрінгер, Рідчард Пурсель                            | 29 січня 2011     | 31 грудня 2011       | 13 липня 2018        |
| 142   | Sponge-Cano!                          | Губкан                                       | Приборкання вулкану                       | Кейсі Александр, Зеус Сервас, Дерек Іверсон                | 28 січня 2011     | 31 грудня 2011       | 13 липня 2018        |
| 143   | The Great Patty Caper                 | Секретний рецепт крабсбургера                | Великий викрадач петті                    | Кейсі Александер, Зеус Кервас, Стівен Бенкс, Дені Мікаелі  | 11 листопада 2010 | Н/Д                  | 14 липня 2018        |
| 144   | That Sinking Feeling                  | Несподіване занурення                        | Несподіване занурення                     | Люк Брукшир, Нейт Кеш, Даг Лоуренс                         | 8 липня 2010      | Н/Д                  | 15 липня 2018        |
| 144   | Karate Star                           | Зірка карате                                 | Карате Зірка                              | Кейсі Александер, Зеус Кервас, Дерек Іверсен               | 9 липня 2010      | Н/Д                  | 15 липня 2018        |
| 145   | Buried in Time                        | Закопані в часі                              | Поховані у часі                           | Нейт Кеш, Шон Шарматс, Даг Лоуренс                         | 18 вересня 2010   | Н/Д                  | 16 липня 2018        |
| 145   | Enchanted Tiki Dreams                 | Світ мрій «Тікі»                             | У світі мрій «Тікі Тікі»                  | Аарон Спрінгер, Шон Шарматс, Річард Пурсель                | 19 червня 2010    | Н/Д                  | 16 липня 2018        |
| 146   | The Abrasive Side                     | Жорсткий бік                                 | Жорсткий бік                              | Люк Брукшир, Нейт Кеш, Даг Лоуренс                         | 27 листопада 2010 | 31 грудня 2011       | 17 липня 2018        |
| 146   | Earworm                               | Прилиплива пісня                             | Вушний черв'як                            | Кейсі Александр, Зеус Сервас, Дерек Іверсон                | 27 листопада 2010 | 31 грудня 2011       | 17 липня 2018        |
| 147   | Hide and Then What Happens?           | Сховайся, і що буде далі?                    | Ховайся, а далі що?                       | Аарон Спрінгер, Дені Мікаелі                               | 9 серпня 2010     | Н/Д                  | 18 липня 2018        |
| 147   | Shellback Shenanigans                 | Витівки з мушлею                             | Мушля                                     | Аарон Спрінгер, Рідчард Пурсель                            | 18 вересня 2010   | Н/Д                  | 18 липня 2018        |
| 148   | The Masterpiece                       | Шедевр                                       | Шедевр                                    | Кейсі Александр, Зеус Сервас, Стівен Бенкс                 | 2 жовтня 2010     | Н/Д                  | 19 липня 2018        |
| 148   | Whelk Attack                          | Напад слимаків                               | Атака равликів                            | Люк Брукшир, Нейт Кеш, Рідчард Пурсель                     | 2 жовтня 2010     | Н/Д                  | 19 липня 2018        |
| 149   | You Don't Know Sponge                 | Ви не знаєте губки                           | Ви не знаєте Губки Боба                   | Люк Брукшир, Нейт Кеш, Дерек                               | 9 серпня 2010     | Н/Д                  | 20 липня 2018        |
| 149   | Tunnel of Glove                       | Тунель Рукавички                             | Тунель кохання                            | Кейсі Александр, Зеус Сервас, Дені Міхаеллі                | 12 лютого 2011    | 31 грудня 2011       | 20 липня 2018        |
| 150   | Krusty Dogs                           | Красті-Доги                                  | Красті-Доги                               | Аарон Спрінгер, Дені Мікаелі                               | 9 жовтня 2010     | Н/Д                  | 21 липня 2018        |
| 150   | The Wreck of the Mauna Loa            | Катастрофа «Мауни Лоа»                       | Кораблетроща «Мауни Лоа»                  | Кейсі Александр, Зеус Сервас, Дерек Іверсон                | 9 жовтня 2010     | Н/Д                  | 21 липня 2018        |
| 151   | New Fish in Town                      | Нова риба в місті                            | Нова риба в місті                         | Аарон Спрінгер, Дерек іверсон                              | 15 січня 2011     | Н/Д                  | 22 липня 2018        |
| 151   | Love That Squid                       | Прихильність до Сквідварда                   | Люблю цього кальмара                      | Кейсі Александр, Зеус Сервас, Шон Шарматс, Рідчард Пурсель | 12 лютого 2011    | 31 грудня 2011       | 22 липня 2018        |
| 152   | Big Sister Sam                        | Старша сестричка Сем                         | Старша сестричка Сем                      | Кейсі Александр, Зеус Сервас, Рідчард Пурсель              | 15 січня 2011     | Н/Д                  | 23 липня 2018        |
| 152   | Perfect Chemistry                     | Ідеальна хімія                               | Ідеальна хімія                            | Люк Брукшир, Нейт Кеш, Даг Лоуренс                         | 26 лютого 2011    | Н/Д                  | 23 липня 2018        |

### Восьмий сезон (2011—2012)
| Номер | Оригінальна назва                         | Переклад від студії «СТБ»          | Переклад від студії «1+1»             | Автор(и) сценарію                                                          | Дата показу у США | Дата показу на «ТЕТ» |
| ----- | ----------------------------------------- | ---------------------------------- | ------------------------------------- | -------------------------------------------------------------------------- | ----------------- | -------------------- |
| 153   | Accidents Will Happen                     | Нещасний випадок                   | Травма на роботі                      | Люк Брукшир, Нейт Кеш, Дені Міхаеллі                                       | 18 липня 2011     | 24 липня 2018        |
| 153   | The Other Patty                           | Інший крабсбургер                  | Інша петті                            | Люк Брукшир, Нейт Кеш, Даг Лоуренс                                         | 25 червня 2011    | 24 липня 2018        |
| 154   | Drive Thru                                | Красті драйв                       | Красті драйв                          | Аарон Спрінгер, Дені Міхаеллі                                              | 19 липня 2011     | 25 липня 2018        |
| 154   | The Hot Shot                              | Швидка їзда                        | Зухвалий водій                        | Аарон Спрінгер, Дерек Іверсон                                              | 18 червня 2011    | 25 липня 2018        |
| 155   | A Friendly Game                           | Товариська гра                     | Дружня гра                            | Кейсі Александр, Зеус Сервас, Стівен Бенкс                                 | 26 березня 2011   | 26 липня 2018        |
| 155   | Sentimental Sponge                        | Сентиментальний Боб                | Сентиментальна Губка                  | Люк Брукшир, Нейт Кеш, Даг Лоуренс                                         | 2 квітня 2011     | 26 липня 2018        |
| 156   | Frozen Face-Off                           | Відморожені обличчя                | Відморожені обличчя                   | Кейсі Александр, Зеус Сервас, Дерек Іверсен, Дені Міхаеллі, Річард Пурсель | 15 червня 2011    | 27 липня 2018        |
| 157   | Squidward's School for Grown Ups          | Школа Сквідварда для дорослих      | Сквідвардова школа для дорослих       | Аарон Спрінгер, Шон Шарматс, Річард Пурсель                                | 4 червня 2011     | 28 липня 2018        |
| 157   | Oral Report                               | Доповідь                           | Доповідь                              | Кейсі Александр, Зеус Сервас, Дени Міхаеллі                                | 25 березня 2011   | 28 липня 2018        |
| 158   | Sweet and Sour Squid                      | Солодкий і гіркий Сквід            | Солодко-кислий Сквід                  | Аарон Спрінгер, Даг Лоуренс                                                | 20 липня 2011     | 29 липня 2018        |
| 158   | The Googly Artiste                        | Штучний художник                   | Лупатий митець                        | Люк Брукшир, Нейт Кеш, Дерек Іверсен                                       | 21 липня 2011     | 29 липня 2018        |
| 159   | A SquarePants Family Vacation             | Відпустка родини Квадратні Штани   | Сімейна відпустка Квадратних Штанів   | Аарон Спрінгер, Шон Шарматс, Дерек Іверсен                                 | 11 жовтня 2011    | 30 липня 2018        |
| 160   | Patrick's Staycation                      | Домашні канікули Патріка           | Домашня відпустка Патріка             | Люк Брукшир, Нейт Кэш, Шон Шарматс, Дені Міхаеллі                          | 8 листопада 2011  | 31 липня 2018        |
| 160   | Walking the Plankton                      | Відпустка з Планктоном             | Відпустка з Планктоном                | Кейсі Александр, Зеус Сервас, Даг Лоуренс                                  | 7 листопада 2011  | 31 липня 2018        |
| 161   | Mooncation                                | Канікули на Місяці                 | Канікули на Місяці                    | Шон Шарматс, Вінсент Воллер, Стівен Бенкс                                  | 10 листопада 2011 | 1 серпня 2018        |
| 161   | Mr. Krabs Takes a Vacation                | Пан Крабс їде у відпустку          | Містер Крабс іде у відпустку          | Люк Брукшир, Марк Чечареллі, Шон Шарматс, Стівен Бенкс                     | 9 листопада 2011  | 1 серпня 2018        |
| 162   | Ghoul Fools                               | Дурні привиди                      | Корабель привидів                     | Люк Брукшир, Марк Чечареллі, Дерек Іверсен                                 | 21 жовтня 2011    | 2 серпня 2018        |
| 163   | Mermaid Man Begins                        | Морський Супермен: Початок         | Морський Супермен: Початок            | Кейсі Александр, Зеус Сервас, Шон Шарматс, Річард Пурсель                  | 23 вересня 2011   | 3 серпня 2018        |
| 163   | Plankton's Good Eye                       | Добре око Планктона                | Добре око Планктона                   | Люк Брукшир, Марк Чечареллі, Дерек Іверсен                                 | 23 вересня 2011   | 3 серпня 2018        |
| 164   | Barnacle Face                             | Обличчя в молюсках                 | Причепи на обличчі                    | Аарон Спрінгер, Ендрю Гудман, Дени Міхаеллі                                | 16 вересня 2011   | 4 серпня 2018        |
| 164   | Pet Sitter Pat                            | Равлик і Патрік                    | Нянька-Пат                            | Кейсі Александр, Зеус Сервас, Річард Пурсель                               | 16 вересня 2011   | 4 серпня 2018        |
| 165   | House Sittin' for Sandy                   | Доглядач у будинку Сенді           | Наглядач за домом Сенді               | Аарон Спрінгер, Шон Шарматс, Дерек Іверсен                                 | 30 вересня 2011   | 5 серпня 2018        |
| 165   | Smoothe Jazz at Bikini Bottom             | Джазові генії Бікіні-Боттома       | Спокійний джаз у Бікіні Боттом        | Кейсі Александр, Зеус Сервас, Річард Пурсель                               | 30 вересня 2011   | 5 серпня 2018        |
| 166   | Bubble Troubles                           | Мильні клопоти                     | Гострі бульбашки                      | Люк Брукшир, Марк Чечареллі, Дерек Іверсен                                 | 25 листопада 2011 | 6 серпня 2018        |
| 166   | The Way of the Sponge                     | Шлях Губки                         | Шлях Губки                            | Кейсі Александр, Зеус Сервас, Дерек Іверсен, Ендрю Гудман                  | 25 листопада 2011 | 6 серпня 2018        |
| 167   | The Krabby Patty That Ate Bikini Bottom   | Крабсбургер, що з'їв Бікіні-Боттом | Крабова Петті, що з'їла Бікіні Боттом | Аарон Спрінгер, Дени Міхаеллі                                              | 25 листопада 2011 | 7 серпня 2018        |
| 167   | Bubble Buddy Returns                      | Повернення друзяки Бульбашки       | Бульбашко повертається                | Люк Брукшир, Марк Чечареллі, Даг Лоуренс                                   | 25 листопада 2011 | 7 серпня 2018        |
| 168   | Restraining SpongeBob                     | Заборонний судовий припис          | Заборонний припис                     | Шон Шарматс, Вінсент Воллер, Пол Тіббіт                                    | 2 квітня 2012     | 8 серпня 2018        |
| 168   | Fiasco!                                   | Фіаско!                            | Фіаско!                               | Кейсі Александр, Зеус Сервас, Даг Лоуренс                                  | 5 квітня 2012     | 8 серпня 2018        |
| 169   | Are You Happy Now?                        | Тепер ти задоволений?              | Тепер ти щасливий?                    | Люк Брукшир, Марк Чечарелли, Дені Міхаеллі                                 | 31 березня 2012   | 9 серпня 2018        |
| 169   | Planet of the Jellyfish                   | Планета медуз                      | Планета медуз                         | Люк Брукшир, Марк Чечарелли, Даг Лоуренс                                   | 31 березня 2012   | 9 серпня 2018        |
| 170   | Free Samples                              | Безкоштовні зразки                 | Безкоштовні зразки                    | Кейсі Александр, Зеус Сервас, Дені Міхаеллі                                | 6 березня 2012    | 10 серпня 2018       |
| 170   | Home Sweet Rubble                         | Мій милий ананас                   | Дім. Рідні руїни                      | Кейсі Александр, Зеус Сервас, Річард Пурсель                               | 4 березня 2012    | 10 серпня 2018       |
| 171   | Karen 2.0                                 | Карен 2.0                          | Карен 2.0                             | Кейсі Александр, Зеус Сервас, Річард Пурсель                               | 13 квітня 2012    | 11 серпня 2018       |
| 171   | InSPONGEiac                               | Безсоння                           | Губкове Безсоння                      | Кейсі Александр, Зеус Сервас, Даг Лоуренс                                  | 9 квітня 2012     | 11 серпня 2018       |
| 172   | Face Freeze!                              | Застигла пика                      | Застигла гримаса                      | Кейсі Александр, Зеус Сервас, Даг Лоуренс                                  | 31 березня 2012   | 12 серпня 2018       |
| 172   | Glove World R.I.P.                        | Кінець «Світу Рукавичок»           | Кінець парку «Рукавичка»              | Люк Брукшир, Марк Чечареллі, Даг Лоуренс                                   | 31 березня 2012   | 12 серпня 2018       |
| 173   | Squiditis                                 | Сквідалія                          | Сквідельоз                            | Аарон Спрінгер, Дерек Іверсен                                              | 11 квітня 2012    | 13 серпня 2018       |
| 173   | Demolition Doofus                         | Перегони на знищення               | Гонки на знищення                     | Люк Брукшир, Марк Чечарелли, Дерек Іверсен                                 | 11 квітня 2012    | 13 серпня 2018       |
| 174   | Treats!                                   | Пластівці                          | Смачного!                             | Аарон Спрінгер, Дені Міхаеллі                                              | 10 квітня 2012    | 14 серпня 2018       |
| 174   | For Here or to Go                         | Тут або з собою                    | Тут чи з собою?                       | Люк Брукшир, Марк Чечареллі, Стівен Бенкс                                  | 12 квітня 2012    | 14 серпня 2018       |
| 175   | It's a SpongeBob Christmas!               | Губка Боб святкує Різдво!          | Губка Боб святкує Різдво!             | Люк Брукшир, Марк Чечареллі, Дерек Іверсен, Даг Лоуренс                    | 6 грудня 2012     | 15 серпня 2018       |
| 176   | Super Evil Aquatic Villain Team Up is Go! | Приборкання морського супер-злодія | Морські суперзлочинці об'єднуються    | Аарон Спрінгер, Дені Міхаеллі                                              | 14 жовтня 2012    | 16 серпня 2018       |
| 176   | Chum Fricassee                            | Помийні Фрікасе                    | Гниле фрікасе                         | Кейсі Александр, Зеус Сервас, Річард Пурсель                               | 21 жовтня 2012    | 16 серпня 2018       |
| 177   | The Good Krabby Name                      | Реклама для «Красті Крабс»         | Їжте в «Красті Крабс»                 | Люк Брукшир, Марк Чечареллі, Дерек Іверсен                                 | 3 вересня 2012    | 17 серпня 2018       |
| 177   | Move It or Lose It                        | Дій! Інакше все втратиш            | Переїзджай або зачиняйся              | Кейсі Александр, Зеус Сервас, Даг Лоуренс                                  | 21 жовтня 2012    | 17 серпня 2018       |
| 178   | Hello Bikini Bottom!                      | Добридень, Бікіні Боттом!          | Вітаю, Бікіні Боттом!                 | Аарон Спрінгер, Шон Шарматс, Дені Міхаеллі                                 | 8 жовтня 2012     | 18 серпня 2018       |

### Дев'ятий сезон (2012—2017)
| Номер | Оригінальна назва           | Переклад від студії «СТБ»    | Переклад від студії «1+1»             | Автор(и) сценарію                                        | Дата показу у США | Дата показу на «QTV» | Дата показу на «ТЕТ» |
| ----- | --------------------------- | ---------------------------- | ------------------------------------- | -------------------------------------------------------- | ----------------- | -------------------- | -------------------- |
| 179   | Extreme Spots               | Слід Екстриму                | Екстремальний спорт                   | Люк Брукшир, Марк Чеккареллі, Дерек Іверсен              | 21 липня 2012     | 4 травня 2015        | 19 серпня 2018       |
| 179   | Squirrel Record             | Білячі Рекорди               | Білчині рекорди                       | Люк Брукшир, Марк Чеккареллі, Дерек Іверсен              | 21 липня 2012     | 4 травня 2015        | 19 серпня 2018       |
| 180   | Patrick-Man!                | Патрік-Мен!                  | Патрік-Мен!                           | Кейі Александр, Зеус Цервас, Дерек Іверсен               | 27 жовтня 2012    | 4 травня 2015        | 20 серпня 2018       |
| 180   | Gary's New Toy              | Нова іграшка Гері            | Нова іграшка Ґері                     | Марк Чеккареллі, Дерек Іверсен                           | 14 жовтня 2012    | 4 травня 2015        | 20 серпня 2018       |
| 181   | License to Milkshake        | Ліцензія на молочні коктейлі | Коктейльна ліцензія                   | Кейсі Александр, Зеус Цервас, Даг Лоуренс                | 7 вересня 2012    | 4 травня 2015        | 21 серпня 2018       |
| 181   | Squid Baby                  | Малюк Сквідді                | Малюк Сквіді                          | Кейсі Александр, Зеус Цервас, Даг Лоуренс                | 3 вересня 2012    | 4 травня 2015        | 21 серпня 2018       |
| 182   | Little Yellow Book          | Маленька жовта книжечка      | Губка — жовта книжка                  | Люк Брукшир, Марк Чеккареллі, Дерек Іверсен              | 2 березня 2013    | 4 травня 2015        | 22 серпня 2018       |
| 182   | Bumper to Bumper            | Бампер до бампера            | Бампер до бампера                     | Кейсі Александр, Зеус Цервас, Даг Лоуренс                | 17 листопада 2012 | 4 травня 2015        | 22 серпня 2018       |
| 183   | Eek, an Urchin!             | Фу, їжак!                    | Морський їжак                         | Марк Чеккареллі, Люк Брукшир, Даг Лоуренс                | 27 жовтня 2012    | 7 травня 2015        | 23 серпня 2018       |
| 183   | Squid Defense               | Захист кальмара              | Самозахист                            | Кейсі Александр, Зеус Цервас, Блейк Лемонс               | 1 січня 2013      | 7 травня 2015        | 23 серпня 2018       |
| 184   | Jailbreak!                  | Втеча з в'язниці             | Втеча з в'язниці                      | Люк Брукшир, Марк Чеккареллі, Даг Лоуренс                | 16 березня 2013   | 7 травня 2015        | 24 серпня 2018       |
| 184   | Evil Spatula                | Зла лопатка                  | Підступна лопатка                     | Кейсі Александр, Зеус Цервас, Блейк Лемонс               | 9 березня 2013    | 7 травня 2015        | 24 серпня 2018       |
| 185   | It Came from Goo Lagoon     | Воно прийшло з Лагуни Гу     | Воно — з в'язкої лагуни               | Марк Чеккареллі, Люк Брукшир, Дерек Іверсен, Даг Лоуренс | 17 лютого 2014    | 7 травня 2015        | 25 серпня 2018       |
| 186   | Safe Deposit Krabs          | Надійний депозит Крабса      | Надійний депозит Крабс                | Кейсі Александр, Зеус Цервас, Блейк Лемонс               | 25 травня 2013    | 7 травня 2015        | 26 серпня 2018       |
| 186   | Plankton's Pet              | Хатня тваринка Планктона     | Домашній улюбленець Планктона         | Марк Чеккареллі, Люк Брукшир, Даг Лоуренс                | 19 січня 2013     | 7 травня 2015        | 26 серпня 2018       |
| 187   | Don't Look Now              | Зараз не дивися              | Не дивись                             | Марк Чеккареллі, Люк Брукшир, Даг Лоуренс                | 14 жовтня 2013    | 6 травня 2015        | 27 серпня 2018       |
| 187   | Séance Shméance             | Сеанс Шмеанс                 | Невдалий сеанс                        | Кейсі Александр, Зеус Цервас, Даг Лоуренс                | 14 жовтня 2013    | 6 травня 2015        | 27 серпня 2018       |
| 188   | Kenny the Cat               | Кіт Кенні                    | Кіт Кенні                             | Кейсі Александр, Зеус Цервас, Блейк Лемонс, Даг Лоуренс  | 29 березня 2014   | 6 травня 2015        | 28 серпня 2018       |
| 188   | Yeti Krabs                  | Краб Єтті                    | Краб Єтті                             | Кейсі Александр, Зеус Цервас, Даг Лоуренс                | 29 березня 2015   | 6 травня 2015        | 28 серпня 2018       |
| 189   | SpongeBob You're Fired!     | Ти звільненний, Губко Боб    | Губко Боб, тебе звільнено             | Марк Чеккареллі, Люк Брукшир, Даг Лоуренс                | 11 листопада 2013 | 6 травня 2015        | 29 серпня 2018       |
| 190   | Lost in Bikini Bottom       | Не озвучували                | Загубленний у Бікіні-Боттом           | Джек Пендарвіс                                           | 16 липня 2015     | N/A                  | 30 серпня 2018       |
| 190   | Tutor Sauce                 | Не озвучували                | Соус Репетитор                        | Джек Пендарвіс                                           | 16 липня 2015     | N/A                  | 30 серпня 2018       |
| 191   | Squid Plus One              | Сквідвард плюс один          | Сквід плюс один                       | Джек Пендарвіс, Кайл Маккалох                            | 7 вересня 2015    | 22 квітня 2017       | 31 серпня 2018       |
| 191   | The Executive Treatment     | Адміністративне лікування    | Бізнес-Ланч                           | Джек Пендарвіс                                           | 7 вересня 2015    | 22 квітня 2017       | 31 серпня 2018       |
| 192   | Company Picnic              | Корпоративний пікнік         | Корпоратив                            | Джек Пендарвіс, Кайл Маккалох                            | 25 вересня 2015   | 22 квітня 2017       | 1 вересня 2018       |
| 192   | Pull Up a Barrel            | Підтягніть бочку             | Несіть бочку                          | Джек Пендарвіс                                           | 18 вересня 2015   | 22 квітня 2017       | 1 вересня 2018       |
| 193   | Sanctuary!                  | Притулок!                    | Притулок!                             | Кайл Маккалох                                            | 16 жовтня 2015    | 22 квітня 2017       | 18 лютого 2019       |
| 193   | What's Eating Patrick?      | Що їсть Патрік?              | Що гризе Патріка?                     | Кайл Маккалох, Джек Пендарвіс                            | 2 жовтня 2015     | 22 квітня 2017       | 18 лютого 2019       |
| 194   | Patrick! The Game           | Патріку, гра!                | Патрік-гра                            | Кайл Маккалох                                            | 11 листопада 2015 | 22 квітня 2017       | 19 лютого 2019       |
| 194   | The Sewers of Bikini Bottom | Коллектори Бікіні-Боттом     | Каналізація Бікіні Боттома            | Каз Прапуоленіс                                          | 11 листопада 2015 | 22 квітня 2017       | 19 лютого 2019       |
| 195   | SpongeBob LongPants         | Губка Боб Довгі Штани        | Губка Боб Довгі Штани                 | Каз Прапуоленіс                                          | 15 лютого 2016    | 29 квітня 2017       | 21 лютого 2019       |
| 195   | Larry's Gym                 | Спортклуб Ларі               | Тренажерка Лері                       | Джек Пендарвіс                                           | 15 лютого 2016    | 29 квітня 2017       | 21 лютого 2019       |
| 196   | The Fish Bowl               | Акваріум                     | За склом                              | Кайл Маккалох, Джек Пендарвіс                            | 2 травня 2016     | 29 квітня 2017       | 22 лютого 2019       |
| 196   | Married to Money            | Одруження з грішми           | Одружені з грішми                     | Джош Андроскі, Деніел Домінгуез                          | 3 травня 2016     | 29 квітня 2017       | 22 лютого 2019       |
| 197   | Mall Girl Pearl             | Перл у торговельному центрі  | Перл — дівчина з торговельного центру | Клер О'Кейн                                              | 12 березня 2016   | 30 квітня 2017       | 23 лютого 2019       |
| 197   | Two Thumbs Down             | Класно                       | Два пальці вниз                       | Кайл Маккалох                                            | 12 березня 2016   | 30 квітня 2017       | 23 лютого 2019       |
| 198   | Sharks vs. Pods             | Акули проти восьминогів      | Акули проти Спрутів                   | Соломон Джорджіо                                         | 4 травня 2016     | 30 квітня 2017       | 24 лютого 2019       |
| 198   | CopyBob DittoPants          | Новий Боб Колишні Штани      | Новий Боб Старі Штани                 | Каз Прапуоленіс                                          | 5 травня 2016     | 30 квітня 2017       | 24 лютого 2019       |
| 199   | Sold!                       | Продано!                     | Продано!                              | Кайл Маккалох, Каз Прапуоленіс                           | 6 травня 2016     | 6 травня 2017        | 25 лютого 2019       |
| 199   | Lame and Fortune            | Непередбачувані передбачення | Щастить — не щастить                  | Даг Лоуренс                                              | 11 липня 2016     | 6 травня 2017        | 25 лютого 2019       |
| 200   | Goodbye, Krabby Patty?      | Прощавай, Крабсбургере?      | Прощавай, Крабова Петті?              | Кайл Маккалох                                            | 20 лютого 2017    | 6 травня 2017        | 26 лютого 2019       |
| 201   | Sandy's Nutmare             | Жолудеве жахіття Сенді       | Горіхошмар Сенді                      | Ендрю Гудман                                             | 12 липня 2016     | 7 травня 2017        | 27 лютого 2019       |
| 201   | Bulletin Board              | Дошка оголошень              | Дошка оголошень                       | Джек Пендарвіс                                           | 1 жовтня 2016     | 7 травня 2017        | 27 лютого 2019       |
| 202   | Food Con Castaways          | Фестиваль їжі                | Кулінарний конкурс                    | Джош Андроскі, Деніел Домінгуез                          | 13 липня 2016     | 7 травня 2017        | 28 лютого 2019       |
| 202   | Snail Mail                  | Равликова пошта              | Равликова пошта                       | Клер О'Кейн                                              | 22 жовтня 2016    | 7 травня 2017        | 28 лютого 2019       |
| 203   | Pineapple Invasion          | Ананасове вторгнення         | Вторгнення в ананас                   | Каз Прапуоленіс                                          | 14 липня 2016     | 13 травня 2017       | 1 березня 2019       |
| 203   | Salsa Imbecilicus           | Соус Тупості                 | Сальса Імбіцилікус                    | Каз Прапуоленіс                                          | 15 липня 2016     | 13 травня 2017       | 1 березня 2019       |
| 204   | Mutiny on the Krusty        | Заколот у «Красті Крабс»     | Заколот у «Красті Крабс»              | Каз Прапуоленіс                                          | 8 жовтня 2016     | 13 травня 2017       | 2 березня 2019       |
| 204   | The Whole Tooth             | Молочний Зуб                 | Молочний Зуб                          | Кайл Маккалох                                            | 3 грудня 2016     | 13 травня 2017       | 2 березня 2019       |

### Десятий сезон (2016—2017)
| Номер | Оригінальна назва               | Переклад від студії «1+1»   | Автор(и) сценарію           | Дата показу у США | Дата показу в Україні |
| ----- | ------------------------------- | --------------------------- | --------------------------- | ----------------- | --------------------- |
| 205   | Whirly Brains                   | Круто-Мізки                 | Даг Лоуренс                 | 15 жовтня 2016    | 3 березня 2019        |
| 205   | Mermaid Pants                   | Супермен-Штани              | Каз Прапуоленіс             | 29 жовтня 2016    | 3 березня 2019        |
| 206   | Unreal Estate                   | Нереальна Нерухомість       | Бен Грубер                  | 3 червня 2017     | 4 березня 2019        |
| 206   | Code Yellow                     | Код Жовтий                  | Ендрю Гудман                | 3 червня 2017     | 4 березня 2019        |
| 207   | Mimic Madness                   | Пародійне божевілля         | Даг Лоуренс                 | 25 лютого 2017    | 5 березня 2019        |
| 207   | House Worming                   | Хробаче новосілля           | Річард Пурсель              | 25 лютого 2017    | 5 березня 2019        |
| 208   | Snooze You Lose                 | Хто проспав, той запізнився | Каз Прапуоленіс             | 4 березня 2017    | 6 березня 2019        |
| 208   | Krusty Katering                 | «Красті Крабс» на виїзді    | Бен Грубер                  | 4 березня 2017    | 6 березня 2019        |
| 209   | SpongeBob's Place               | У Губки Боба                | Каз Прапуоленіс             | 11 березня 2017   | 7 березня 2019        |
| 209   | Plankton Gets the Boot          | Планктону дають копняка     | Бен Грубер                  | 11 березня 2017   | 7 березня 2019        |
| 210   | Life Insurance                  | Страхування життя           | Каз Прапуоленіс             | 18 березня 2017   | 8 березня 2019        |
| 210   | Burst Your Bubble               | Лусни, моя бульбашко        | Ендрю Гудман                | 18 березня 2017   | 8 березня 2019        |
| 211   | Plankton Retires                | Планктон іде на пенсію      | Даг Лоуренс                 | 25 березня 2017   | 9 березня 2019        |
| 211   | Trident Trouble                 | Проблема з тризубцем        | Бен Грубер                  | 25 березня 2017   | 9 березня 2019        |
| 212   | The Incredible Shrinking Sponge | Неймовірна Міні-Губка       | Даг Лоуренс                 | 2 грудня 2017     | 10 березня 2019       |
| 212   | Sportz?                         | Спорт?                      | Ендрю Гудман                | 16 липня 2017     | 10 березня 2019       |
| 213   | The Getaway                     | Утеча                       | Каз Прапуоленіс             | 10 червня 2017    | 11 березня 2019       |
| 213   | Lost and Found                  | Відділ Знахідок             | Дені Міхаелі                | 10 червня 2017    | 11 березня 2019       |
| 214   | Patrick's Coupon                | Купон Патріка               | Каз Прапуоленіс             | 17 червня 2017    | 12 березня 2019       |
| 214   | Out of the Picture              | Зникнути з Картини          | Бен Грубер                  | 17 червня 2017    | 12 березня 2019       |
| 215   | Feral Friends                   | Пухнасті друзі              | Даг Лоуренс                 | 7 жовтня 2017     | 13 березня 2019       |
| 215   | Don't Wake Patrick              | Не будіть Патріка           | Даг Лоуренс, Брайан Моранте | 7 жовтня 2017     | 13 березня 2019       |

### Одинадцятий сезон (2017—2018)
| Номер | Оригінальна назва             | Переклад від студії «1+1»         | Автор(и) сценарію                           | Дата показу у США | Дата показу в Україні |
| ----- | ----------------------------- | --------------------------------- | ------------------------------------------- | ----------------- | --------------------- |
| 216   | Cave Dwelling Sponge          | Печерна Губка                     | Даг Лоуренс                                 | 23 вересня 2017   | 14 березня 2019       |
| 216   | The Clam Whisperer            | Заклинач молюсків                 | Каз Прапуоленіс                             | 23 вересня 2017   | 14 березня 2019       |
| 217   | Spot Returns                  | Плямчик повертається              | Ендрю Гудман                                | 24 червня 2017    | 15 березня 2019       |
| 217   | The Check-Up                  | Медогляд                          | Ендрю Гудман                                | 24 червня 2017    | 15 березня 2019       |
| 218   | Spin the Bottle               | Покрути пляшку                    | Каз Прапуоленіс                             | 16 липня 2017     | 16 березня 2019       |
| 218   | There's a Sponge in My Soup   | У мене Губка в супі               | Каз Прапуоленіс                             | 7 листопада 2017  | 16 березня 2019       |
| 219   | Man Ray Returns               | Зло не знає відпочинку            | Каз Прапуоленіс                             | 30 вересня 2017   | 17 березня 2019       |
| 219   | Larry the Floor Manager       | Лері-менеджер                     | Бен Грубер                                  | 30 вересня 2017   | 17 березня 2019       |
| 220   | The Legend of Boo-kini Bottom | Страшна Легенда про Бікіні-Боттом | Даг Лоуренс                                 | 13 жовтня 2017    | 18 березня 2019       |
| 221   | No Pictures, Please           | Не фотографувати                  | Даг Лоуренс                                 | 6 листопада 2017  | 19 березня 2019       |
| 221   | Stuck on the Roof             | Застряг на даху                   | Ендрю Гудман                                | 6 листопада 2017  | 19 березня 2019       |
| 222   | Krabby Patty Creature Feature | Епідемія Крабових Зомбі           | Каз Прапуоленіс, Кріс Аллісон, Райан Крамер | 21 жовтня 2017    | 20 березня 2019       |
| 222   | Teacher's Pest                | Мучителі учительки                | Бен Грубер                                  | 21 жовтня 2017    | 20 березня 2019       |
| 223   | Sanitation Insanity           | Санітарне безумство               | Бен Грубер                                  | 7 травня 2018     | 21 березня 2019       |
| 223   | Bunny Hunt                    | Полювання на кроликів             | Даг Лоуренс                                 | 30 березня 2018   | 21 березня 2019       |
| 224   | Squid Noir                    | Сквідвард-Детектив                | Ендрю Гудман                                | 10 листопада 2017 | 22 березня 2019       |
| 224   | ScavengerPants                | Шукай, поки не знайдеш            | Люк Брукшир                                 | 9 листопада 2017  | 22 березня 2019       |
| 225   | Cuddle E. Hugs                | Няш-Обнімаш                       | Бен Грубер                                  | 8 листопада 2017  | 23 березня 2019       |
| 225   | Pat the Horse                 | Погладь коника                    | Каз Прапуоленіс                             | 2 грудня 2017     | 23 березня 2019       |
| 226   | Chatterbox Gary               | Ґері говорить                     | Люк Брукшир                                 | 12 лютого 2018    | 24 березня 2019       |
| 226   | Don't Feed the Clowns         | Клоунів не годувати               | Даг Лоуренс                                 | 12 лютого 2018    | 24 березня 2019       |
| 227   | Drive Happy                   | Водіть щасливо                    | Каз Прапуоленіс                             | 13 лютого 2018    | 25 березня 2019       |
| 227   | Old Man Patrick               | Стариган Патрік                   | Каз Прапуоленіс                             | 14 лютого 2018    | 25 березня 2019       |
| 228   | Fun Sized Friends             | Міні-друзі                        | Ендрю Гудман                                | 15 лютого 2018    | 26 березня 2019       |
| 228   | Grandmum's The Word           | Бабусині казки                    | Даг Лоуренс                                 | 16 лютого 2018    | 26 березня 2019       |
| 229   | Doodle Dimension              | У світі Каракуль                  | Люк Брукшир                                 | 9 березня 2018    | 27 березня 2019       |
| 229   | Moving Bubble Bass            | Переїзд Бульбаса                  | Даг Лоуренс                                 | 16 березня 2018   | 27 березня 2019       |
| 230   | High Sea Diving               | Пірнання вгору                    | Каз Прапуоленіс                             | 6 квітня 2018     | 28 березня 2019       |
| 230   | Bottle Burglars               | Викрадачі пляшок                  | Люк Брукшир                                 | 13 квітня 2018    | 28 березня 2019       |
| 231   | My Leg!                       | Нога!                             | Даг Лоуренс                                 | 8 травня 2018     | 29 березня 2019       |
| 231   | Ink Lemonade                  | Чорнильний лимонад                | Каз Прапуоленіс                             | 9 травня 2018     | 29 березня 2019       |
| 232   | Mustard-O-Mine                | Гірчичні шахти                    | Каз Прапуоленіс                             | 10 травня 2018    | 30 березня 2019       |
| 232   | Shopping List                 | Список покупок                    | Каз Прапуоленіс                             | 24 вересня 2018   | 30 березня 2019       |
| 233   | Whale Watching                | Китовий патруль                   | Люк Брукшир                                 | 6 серпня 2018     | 31 березня 2019       |
| 233   | The Krusty Cleaners           | Прибиральники «Красті»            | Каз Прапуоленіс                             | 7 серпня 2018     | 31 березня 2019       |
| 234   | Patnocchio                    | Патнокіо                          | Даг Лоуренс                                 | 8 серпня 2018     | 1 квітня 2019         |
| 234   | ChefBob                       | Шеф Боб                           | Каз Прапуоленіс                             | 9 серпня 2018     | 1 квітня 2019         |
| 235   | Plankton Paranoia             | Планктонова параноя               | Люк Брукшир                                 | 26 вересня 2018   | 16 травня 2019        |
| 235   | Library Cards                 | Читацький квиток                  | Даг Лоуренс                                 | 25 вересня 2018   | 16 травня 2019        |
| 236   | Call the Cops                 | Викличте копів                    | Каз Прапуоленіс                             | 27 вересня 2018   | 17 травня 2019        |
| 236   | Surf N' Turf                  | Корабель у пляшці                 | Каз Прапуоленіс                             | 11 листопада 2018 | 17 травня 2019        |
| 237   | Goons on The Moon             | Недоумки на Місяці                | Каз Прапуоленіс                             | 25 листопада 2018 | 20 травня 2019        |
| 238   | Appointment TV                | Живе телебачення                  | Ендрю Гудман                                | 28 жовтня 2018    | 21 травня 2019        |
| 238   | Karen's Virus                 | Вірус Карен                       | Каз Прапуоленіс                             | 4 листопада 2018  | 21 травня 2019        |
| 239   | The Grill is Gone             | Де ж наш гриль?                   | Ендрю Гудман                                | 21 жовтня 2018    | 3 грудня 2019         |
| 239   | The Night Patty               | Нічна петті                       | Люк Брукшир                                 | 21 жовтня 2018    | 3 грудня 2019         |
| 240   | Bubbletown                    | Бульбашківка                      | Ендрю Гудман, Джон Треббік                  | 28 жовтня 2018    | 4 грудня 2019         |
| 240   | Girls Night Out               | Вечір для дівчат                  | Даг Лоуренс                                 | 4 листопада 2018  | 4 грудня 2019         |
| 241   | Squirrel Jelly                | Білка проти медуз                 | Каз Прапуоленіс, Зеус Цервас                | 18 листопада 2018 | 5 грудня 2019         |
| 241   | The String                    | Ниточка                           | Фред Осмонд                                 | 18 листопада 2018 | 5 грудня 2019         |

### Дванадцятий сезон (2018—2022)
| Номер   | Оригінальна назва                | Переклад від студії «1+1»        | Автор(и) сценарію            | Дата показу у США | Дата показу в Україні |
| ------- | -------------------------------- | -------------------------------- | ---------------------------- | ----------------- | --------------------- |
| 242     | FarmerBob                        | Фермер Боб                       | Люк Брукшир                  | 11 листопада 2018 | 14 червня 2023        |
| 242     | Gary and Spot                    | Ґері та Плямчик                  | Ендрю Гудман                 | 27 липня 2019     | 14 червня 2023        |
| 243     | The Nitwitting                   | Недотепи                         | Каз Прапуоленіс              | 13 січня 2019     | 14 червня 2023        |
| 243     | The Ballad of Filthy Muck        | Балада про Бруднюка              | Каз Прапуоленіс              | 20 січня 2019     | 14 червня 2023        |
| 244     | The Krusty Slammer               | Красті в'язниця                  | Ендрю Гудман                 | 27 січня 2019     | 15 червня 2023        |
| 244     | Pineapple RV                     | Ананасовий фургон                | Люк Брукшир                  | 17 липня 2020     | 15 червня 2023        |
| 245     | Gary's Got Legs                  | Якби у Ґері були ніжки           | Люк Брукшир                  | 27 липня 2019     | 15 червня 2023        |
| 245     | King Plankton                    | Король Планктон                  | Каз Прапуоленіс              | 22 червня 2019    | 15 червня 2023        |
| 246     | Plankton's Old Chum              | Сміттєве відро                   | Каз Прапуоленіс              | 30 листопада 2019 | 1 червня 2023         |
| 246     | Stormy Weather                   | Можлива гроза                    | Даг Лоуренс                  | 22 червня 2019    | 1 червня 2023         |
| 247     | Swamp Mates                      | Товариші з болота                | Люк Брукшир                  | 11 квітня 2020    | 1 червня 2023         |
| 247     | One Trick Sponge                 | Фокус-покус Квадратні Штани      | Даг Лоуренс                  | 11 квітня 2020    | 1 червня 2023         |
| 248     | The Krusty Bucket                | Красті Відро                     | Даг Лоуренс                  | 10 серпня 2019    | 2 червня 2023         |
| 248     | Squid's on a Bus                 | Сквідвард у автобусі             | Каз Прапуоленіс              | 28 вересня 2019   | 2 червня 2023         |
| 249     | Sandy's Nutty Nieces             | Племінниці Сенді                 | Люк Брукшир                  | 29 червня 2019    | 2 червня 2023         |
| 249     | Insecurity Guards                | Служба охорони                   | Люк Брукшир                  | 29 червня 2019    | 2 червня 2023         |
| 250     | Broken Alarm                     | Зламаний будильник               | Бен Грубер                   | 6 липня 2019      | 2 червня 2023         |
| 250     | Karen's Baby                     | Малюк Карен                      | Бен Грубер                   | 10 серпня 2019    | 2 червня 2023         |
| 251     | Shell Games                      | Гра панцирів                     | Ендрю Гудман                 | 7 березня 2020    | 6 червня 2023         |
| 251     | Senior Discount                  | Знижки для старих                | Ендрю Гудман                 | 6 липня 2019      | 7 червня 2023         |
| 252     | Mind the Gap                     | Інтелектуальна прірва            | Даг Лоуренс                  | 14 вересня 2019   | 8 червня 2023         |
| 252     | Dirty Bubble Returns             | Повернення Брудної Бульки        | Даг Лоуренс                  | 23 листопада 2019 | 7 червня 2023         |
| 253     | Jolly Lodgers                    | Веселі жильці                    | Каз Прапуоленіс              | 7 березня 2020    | 8 червня 2023         |
| 253     | Biddy Sitting                    | Няньки для старенької            | Каз Прапуоленіс              | 8 лютого 2020     | 9 червня 2023         |
| 254-255 | SpongeBob's Big Birthday Blowout | День народження Губки Боба       | Каз Прапуоленіс, Даг Лоуренс | 12 липня 2019     | 18 жовтня 2023        |
| 256     | SpongeBob in Randomland          | Губка Боб у Химерії              | Каз Прапуоленіс              | 21 вересня 2019   | 9 червня 2023         |
| 256     | SpongeBob's Bad Habit            | Шкідлива звичка Губки Боба       | Люк Брукшир                  | 21 вересня 2019   | 19 жовтня 2023        |
| 257     | Handemonium                      | Під гарячу руку                  | Даг Лоуренс                  | 23 листопада 2019 | 3 липня 2023          |
| 257     | Breakin'                         | Перерва                          | Ендрю Гудман                 | 14 вересня 2019   | 3 липня 2023          |
| 258     | Boss for a Day                   | Бос на один день                 | Ендрю Гудман                 | 17 липня 2020     | 20 жовтня 2023        |
| 258     | The Goofy Newbie                 | Новачок у «Гуфі Губері»          | Каз Прапуоленіс              | 28 вересня 2019   | 20 жовтня 2023        |
| 259     | The Ghost of Plankton            | Привид Планктона                 | Даг Лоуренс                  | 12 жовтня 2019    | 27 жовтня 2023        |
| 259     | My Two Krabses                   | Мої два Крабси                   | Ендрю Гудман                 | 18 січня 2021     | 27 жовтня 2023        |
| 260     | Knock Knock. Who's There?        | Стук-стук, хто там?              | Каз Прапуоленіс              | 23 квітня 2021    | 23 жовтня 2023        |
| 260     | Pat Hearts Squid                 | Патрік плюс Сквідвард            | Даг Лоуренс                  | 9 липня 2021      | 23 жовтня 2023        |
| 261     | Lighthouse Louie                 | Луї з маяка                      | Люк Брукшир                  | 18 січня 2021     | 3 липня 2023          |
| 261     | Hiccup Plague                    | Епідемія гикавки                 | Люк Брукшир                  | 22 квітня 2022    | 3 липня 2023          |
| 262     | A Cabin in the Kelp              | Хатинка у водоростях             | Каз Прапуоленіс              | 12 жовтня 2019    | 24 жовтня 2023        |
| 262     | The Hankering                    | Таємна пристрасть                | Ендрю Гудман                 | 30 листопада 2019 | 24 жовтня 2023        |
| 263     | Who R Zoo?                       | У світі тварин                   | Даг Лоуренс                  | 8 лютого 2020     | 24 жовтня 2023        |
| 263     | Kwarantined Krab                 | Краб на карантині                | Ендрю Гудман                 | 29 квітня 2022    | 24 жовтня 2023        |
| 264     | Plankton's Intern                | Стажист Планктона                | Люк Брукшир                  | 30 квітня 2021    | 4 липня 2023          |
| 264     | Patrick's Tantrum                | Патрік розлютився                | Каз Прапуоленіс              | 25 лютого 2022    | 4 липня 2023          |
| 265     | Bubble Bass's Tab                | Рахунок Бабл Баса                | Каз Прапуоленіс              | 9 квітня 2021     | 25 жовтня 2023        |
| 265     | Kooky Cooks                      | Висока кухня                     | Люк Брукшир                  | 9 квітня 2021     | 25 жовтня 2023        |
| 266     | Escape from Beneath Glove World  | Втеча з надр рукавичкового світу | Даг Лоуренс                  | 18 січня 2020     | 26 жовтня 2023        |
| 267     | Krusty Koncessionaires           | Концертні Крабові Петті          | Ендрю Гудман                 | 7 листопада 2020  | 4 липня 2023          |
| 267     | Dream Hoppers                    | Стрибки уві сні                  | Ендрю Гудман                 | 7 листопада 2020  | 4 липня 2023          |

### Тринадцятий сезон (2020—2023)
| Номер | Назва                            | Переклад від студії «1+1»      | Автор(и) сценарію | Дата показу у США | Дата показу в Україні |
| ----- | -------------------------------- | ------------------------------ | ----------------- | ----------------- | --------------------- |
| 268   | A Place for Pets                 | Тільки для улюбленців          | Ендрю Гудман      | 22 жовтня 2020    | 30 липня 2023         |
| 268   | Lockdown for Love                | У полоні кохання               | Даг Лоуренс       | 22 жовтня 2020    | 30 липня 2023         |
| 269   | Under the Small Top              | Під маленьким куполом          | Бен Грубер        | 16 квітня 2021    | 30 липня 2023         |
| 269   | Squidward's Sick Daze            | Сквідвард на лікарняному       | Бен Грубер        | 16 квітня 2021    | 30 липня 2023         |
| 270   | Goofy Scoopers                   | Ґуфі Скуперс                   | Ендрю Гудман      | 25 лютого 2022    | 5 серпня 2023         |
| 270   | Pat the Dog                      | Чемний песик                   | Каз Прапуоленіс   | 9 липня 2021      | 5 серпня 2023         |
| 271   | Something Narwhal This Way Comes | Нашестя нарвалів               | Даг Лоуренс       | 19 листопада 2021 | 5 серпня 2023         |
| 271   | C.H.U.M.S                        | Лігво помиїв                   | Бен Грубер        | 19 листопада 2021 | 5 серпня 2023         |
| 272   | SpongeBob's Road to Christmas    | Губка Боб і шлях до Різдва     | Каз Прапуоленіс   | 10 грудня 2021    | 17 грудня 2023        |
| 273   | Potato Puff                      | Картопляна Пафф                | Денні Джованніні  | 22 квітня 2022    | 6 серпня 2023         |
| 273   | There Will Be Grease             | Хай буде жир                   | Ендрю Гудман      | 29 квітня 2022    | 6 серпня 2023         |
| 274   | The Big Bad Bubble Bass          | Бешкетник Бабл Бас             | Ендрю Гудман      | 6 травня 2022     | 6 серпня 2023         |
| 274   | Sea-Man Sponge Haters Club       | Клуб Губко-ненависників        | Люк Брукшир       | 6 травня 2022     | 6 серпня 2023         |
| 275   | Food PBFFT! Truck                | Фургон із жбургерами           | Люк Брукшир       | 13 травня 2022    | 12 серпня 2023        |
| 275   | Upturn Girls                     | Дівчата в місті                | Денні Джованніні  | 13 травня 2022    | 12 серпня 2023        |
| 276   | Say Awww!                        | Скажіть «Ооо!»                 | Ендрю Гудман      | 20 травня 2022    | 12 серпня 2023        |
| 276   | Patrick the Mailman              | Листоноша Патрік               | Люк Брукшир       | 20 травня 2022    | 12 серпня 2023        |
| 277   | Captain Pipsqueak                | Капітан Курдупель              | Річард Пурсель    | 22 липня 2022     | 13 серпня 2023        |
| 277   | Plane to Sea                     | Літак на море                  | Денні Джованніні  | 22 липня 2022     | 13 серпня 2023        |
| 278   | Squidferatu                      | Сквідферату                    | Даг Лоуренс       | 14 жовтня 2022    | 29 жовтня 2023        |
| 278   | Slappy Daze                      | Зачудування Слеппі             | Даг Лоуренс       | 14 жовтня 2022    | 29 жовтня 2023        |
| 279   | Welcome to Binary Bottom         | Вітаємо в Бінарному Боттомі    | Даг Лоуренс       | 13 січня 2023     | 18 лютого 2024        |
| 279   | You're Going to Pay… Phone       | Небезплатний таксофон          | Ендрю Гудман      | 13 січня 2023     | 18 лютого 2024        |
| 279   | A Skin Wrinkle in Time           | Складки шкіри в часі           | Ендрю Гудман      | 13 січня 2023     | 18 лютого 2024        |
| 280   | Abandon Twits                    | Відмовся від глузливості       | Люк Брукшир       | 20 січня 2023     | 16 жовтня 2023        |
| 280   | Wallhalla                        | Волгалла                       | Денні Джованніні  | 20 січня 2023     | 17 жовтня 2023        |
| 281   | Salty Sponge                     | Жорстка губка                  | Даг Лоуренс       | 27 січня 2023     | 18 жовтня 2023        |
| 281   | Karen for Spot                   | Карен доглядає Плямчика        | Денні Джованніні  | 3 лютого 2023     | 19 жовтня 2023        |
| 282   | Arbor Day Disarray               | Хаос дня дерев                 | Люк Брукшир       | 27 червня 2023    | 20 жовтня 2023        |
| 282   | Ain't That the Tooth             | Хіба це не зуб?                | Денні Джованніні  | 28 червня 2023    | 23 жовтня 2023        |
| 283   | Ma and Pa's Big Hurrah           | Грандіозні розваги мами і тата | Каз Прапуоленіс   | 10 березня 2023   | 24 жовтня 2023        |
| 283   | Yellow Pavement                  | Жовтий тротуар                 | Денні Джованніні  | 17 березня 2023   | 25 жовтня 2023        |
| 284   | The Flower Plot                  | Горщик з квітами               | Даг Лоуренс       | 24 березня 2023   | 26 жовтня 2023        |
| 284   | SpongeBob on Parade              | Губка Боб на параді            | Каз Прапуоленіс   | 31 березня 2023   | 27 жовтня 2023        |
| 285   | Delivery to Monster Island       | Доставка на острів монстрів    | Ендрю Гудман      | 7 квітня 2023     | 30 жовтня 2023        |
| 285   | Ride Patrick Ride                | Їдь, Патріку, їдь              | Люк Брукшир       | 19 червня 2023    | 31 жовтня 2023        |
| 286   | Hot Crossed Nuts                 | Гарячі жолуді                  | Денні Джованніні  | 20 червня 2023    | 1 листопада 2023      |
| 286   | Sir Urchin and Snail Fail        | Сер Їжак і Равлик-невдаха      | Даг Лоуренс       | 21 червня 2023    | 2 листопада 2023      |
| 287   | Friendiversary                   | Дружбівниця                    | Каз Прапуоленіс   | 22 червня 2023    | 3 листопада 2023      |
| 287   | Mandatory Music                  | Примусова музика               | Люк Брукшир       | 26 червня 2023    | 3 листопада 2023      |
| 288   | Dopey Dick                       | Допі Дік                       | Даг Лоуренс       | 29 червня 2023    | 20 листопада 2023     |
| 288   | Plankton and the Beanstalk       | Планктон і бобове стебло       | Даг Лоуренс       | 17 липня 2023     | 20 листопада 2023     |
| 289   | My Friend Patty                  | Мій друг Петті                 | Денні Джованніні  | 18 липня 2023     | 21 листопада 2023     |
| 289   | FUN-Believable                   | Над-Веселощі                   | Даг Лоуренс       | 19 липня 2023     | 21 листопада 2023     |
| 290   | Spatula of the Heavens           | Небесна лопатка                | Люк Брукшир       | 20 липня 2023     | 22 листопада 2023     |
| 290   | Gary's Playhouse                 | Будиночок Ґері                 | Каз Прапуоленіс   | 7 серпня 2023     | 23 листопада 2023     |
| 291   | Swimming Fools                   | Дурники в басейні              | Даг Лоуренс       | 8 серпня 2023     | 24 листопада 2023     |
| 291   | The GoobFather                   | Риб'ячий батько                | Люк Брукшир       | 9 серпня 2023     | 27 листопада 2023     |
| 292   | SquidBird                        | Сквідвардів птах               | Денні Джованніні  | 10 серпня 2023    | 28 листопада 2023     |
| 292   | Allergy Attack                   | Напад алергії                  | Люк Брукшир       | 30 жовтня 2023    | 29 листопада 2023     |
| 293   | Big Top Flop                     | Циркачі                        | Каз Прапуоленіс   | 31 жовтня 2023    | 30 листопада 2023     |
| 293   | Sandy, Help Us!                  | Сенді, рятуй!                  | Даг Лоуренс       | 1 листопада 2023  | 1 грудня 2023         |

### Чотирнадцятий сезон (2023—2024)
| № серії (загалом) | № серії (в сезоні) | Назва серії                                                   | Режисер(и)                   | Сценарист(и)             | Оригінальна дата показу | Код серії                           | Глядачів у США (млн) |
| ----------------- | ------------------ | ------------------------------------------------------------- | ---------------------------- | ------------------------ | ----------------------- | ----------------------------------- | -------------------- |
| 294a              | 1a                 | «Single-Celled Defense» «Уроки самозахисту»                   | Мішель Браян                 | Денні Джованніні         | 2 листопада 2023        | 325-1401                            | 0,19                 |
| 294b              | 1b                 | «Buff for Puff» «Усе для Булочки»                             | Мішель Браян                 | Ендрю Гудман             | 20 листопада 2023       | 325-1402                            | 0,14                 |
| 295a              | 2a                 | «We ♥ Hoops» «Ми любимо Хупса»                                | Ендрю Овертум                | Каз Прапуоленіс          | 21 листопада 2023       | 325-1403                            | 0,15                 |
| 295b              | 2b                 | «SpongeChovy» «Анчоус Боб»                                    | Мішель Браян                 | Даг Лоуренс              | 22 листопада 2023       | 325-1404                            | 0,14                 |
| 296a              | 3a                 | «BassWard» «Бульбвард»                                        | TBA                          | Майк Белл                | 23 листопада 2023       | 325-1405                            | 0,17                 |
| 296b              | 3b                 | «Squidiot Box» «Сквідовізор»                                  | Ендрю Овертум                | Люк Брукшир              | 12 лютого 2024          | 325-1407                            | 0,2                  |
| 297a              | 4a                 | «Blood is Thicker Than Grease» «Рідна кров»                   | Мішель Браян                 | Люк Брукшир              | 21 лютого 2024          | 325-1406                            | Буде оголошено       |
| 297b              | 4b                 | «Don't Make Me Laugh» «Не смішіть мене»                       | TBA                          | Даг Лоуренс              | 12 лютого 2024          | 325-1408                            | 0,2                  |
| 298a              | 5a                 | «Momageddon» «Мамагедон»                                      | Ендрю Овертум                | Майкл Белл               | 14 лютого 2024          | 325-1409                            | 0,18                 |
| 298b              | 5b                 | «Pet the Rock» «Камінь-вихованець»                            | Мішель Браян                 | Денні Джованніні         | 14 лютого 2024          | 325-1410                            | 0,18                 |
| 299a              | 6a                 | «Tango Tangle» «Тангова плутанина»                            | Мішель Браян                 | Майкл Белл               | 20 лютого 2024          | 325-1412                            | 0,16                 |
| 299b              | 6b                 | «Necro-Nom-Nom-Nomicon» «Некро-ням-ням-нямікон»               | Ендрю Овертум                | Люк Брукшир              | 26 лютого 2024          | 325-1411                            | 0,17                 |
| 300a              | 7a                 | «PL-1413» «ПЛ-1413»                                           | Мішель Браян                 | Денні Джованніні         | 15 липня 2024           | 325-1413                            | Буде оголошено       |
| 300b              | 7b                 | «In the Mood to Feud» «Ворожий настрій»                       | TBA                          | Каз Прапуоленіс          | 16 липня 2024           | 325-1414                            | Буде оголошено       |
| 301a              | 8a                 | «Mooned!» «Місячна медузоловля»                               | Ендрю Овертум                | Ендрю Гудман             | 17 липня 2024           | 325-1415                            | Буде оголошено       |
| 301b              | 8b                 | «Hysterical History» «Істерична історія»                      | Мішель Браян                 | Денні Джованніні         | 18 липня 2024           | 325-1416                            | Буде оголошено       |
| 302—303           | 9—10               | «Kreepaway Kamp» «Моторошний табір»                           | Ендрю Овертум і Мішель Браян | Боббі Ґейлор і Майк Белл | 10 жовтня 2024          | 325-1417 325-1418 325-1419 325-1420 | Буде оголошено       |
| 304               | 11                 | «Snow Yellow and the Seven Jellies» «Жовтосніжок»             | Мішель Браян і Ендрю Овертум | TBA                      | 11 листопада 2024       | 325-1421 325-1422                   | Буде оголошено       |
| 305a              | 12a                | «The Dirty Bubble Bass» «Брудний Бульбашка»                   | TBA                          | Люк Брукшир              | 22 липня 2024           | 325-1423                            | Буде оголошено       |
| 305b              | 12b                | «Sheldon SquarePants» «Шелдон Квадратні Штани»                | TBA                          | Ендрю Гудман             | 23 липня 2024           | 325-1424                            | Буде оголошено       |
| 306               | 13                 | «Sandy's Country Christmas» «Губка Боб і Кантрі-Різдво Сенді» | TBA                          | Денні Джованніні         | 2 грудня 2024           | 325-1425 325-1426                   | Буде оголошено       |

### П'ятнадцятий сезон (2024—2025)
| № серії (загалом) | № серії (в сезоні) | Назва серії                                                   | Режисер(и)                          | Сценарист(и)     | Оригінальна дата показу | Код серії                           | Глядачів у США (млн) |
| ----------------- | ------------------ | ------------------------------------------------------------- | ----------------------------------- | ---------------- | ----------------------- | ----------------------------------- | -------------------- |
| 307a              | 1a                 | «Sammy Suckerfish» «Семмі-лизун»                              | Ендрю Овертум                       | Даг Лоуренс      | 24 липня 2024           | 325-1427                            | Буде оголошено       |
| 307b              | 1b                 | «Big League Bob» «Боб-супершеф»                               | Мішель Браян                        | Каз Прапуоленіс  | 25 липня 2024           | 325-1428                            | Буде оголошено       |
| 308a              | 2a                 | «UpWard» «Успіх»                                              | TBA                                 | Ендрю Гудман     | 21 листопада 2024       | 325-1429                            | Буде оголошено       |
| 308b              | 2b                 | «Unidentified Flailing Octopus» «Невідомий летючий восьминіг» | Ендрю Овертум, Ерік і Мішель Браяни | Даг Лоуренс      | 21 листопада 2024       | 325-1431                            | Буде оголошено       |
| 309a              | 3a                 | «Bad Luck Bob» «Невдаха Боб»                                  | Мішель Браян                        | Люк Брукшир      | 22 листопада 2024       | 325-1430                            | Буде оголошено       |
| 309b              | 3b                 | «The Sandman Cometh» «Комета Піщаника»                        | TBA                                 | Денні Джованніні | 25 листопада 2024       | 325-1432                            | Буде оголошено       |
| 310a              | 4a                 | «Biscuit Ballyhoo» «Печивний переполох»                       | Ендрю Овертум, Ерік і Мішель Браяни | Ендрю Гудман     | 26 листопада 2024       | 325-1433                            | Буде оголошено       |
| 310b              | 4b                 | «Student Driver Survivor» «Кермування на виживання»           | Мішель Браян                        | Каз Прапуоленіс  | 27 листопада 2024       | 325-1434                            | Буде оголошено       |
| 311a              | 5a                 | «Wiener Takes All» «Переможець здобуває все»                  | TBA                                 | Денні Джованніні | 28 листопада 2024       | 325-1435                            | Буде оголошено       |
| 311b              | 5b                 | «Stuck in an Elevator» «Пригода в ліфті»                      | Ерік Браян                          | Даг Лоуренс      | 29 листопада 2024       | 325-1436                            | Буде оголошено       |
| 312a              | 6a                 | «Squidness Protection» «Захист Сквідварда»                    | Мішель Браян                        | Люк Брукшир      | 3 грудня 2024           | 325-1437                            | Буде оголошено       |
| 312b              | 6b                 | «Dome Alone» «Сама вдома»                                     | Ерік Браян                          | Ендрю Гудман     | 4 грудня 2024           | 325-1438                            | Буде оголошено       |
| 313a              | 7a                 | «Wary Gary» «Піймати Ґері»                                    | Ерік Браян                          | Денні Джованніні | 5 грудня 2024           | 325-1439                            | Буде оголошено       |
| 313b              | 7b                 | «Pinned» «Причавлений»                                        | Мішель Браян                        | Майк Белл        | 6 грудня 2024           | 325-1440                            | Буде оголошено       |
| 314a              | 8a                 | «Jeffy T's Prankwell Emporium» «Ярмарок розіграшів Джеффа»    | Мішель Браян                        | Денні Джованніні | 28 лютого 2025          | 325-1441                            | Буде оголошено       |
| 314b              | 8b                 | «A Taste of Plankton» «Смак Планктона»                        | Ерік Браян                          | Люк Брукшир      | 28 лютого 2025          | 325-1442                            | Буде оголошено       |
| 315a              | 9a                 | «Smartificial Intelligence» «Розумний штучний інтелект»       | Мішель Браян                        | Ендрю Гудман     | 7 березня 2025          | 325-1443                            | Буде оголошено       |
| 315b              | 9b                 | «Firehouse Bob» «Пожежник Боб»                                | Мішель Браян                        | Каз Прапуоленіс  | 7 березня 2025          | 325-1444                            | Буде оголошено       |
| 316a              | 10a                | «Pablum Plankton» «Дитяче пюре з Планктона»                   | Ерік Браян                          | Даг Лоуренс      | 14 березня 2025         | 325-1445                            | Буде оголошено       |
| 316b              | 10b                | «MuseBob ModelPants»                                          | Мішель Браян                        | Майк Белл        | 14 березня 2025         | 325-1446                            | Буде оголошено       |
| 317a              | 11a                | «Delivery of DOOM!»                                           | Мішель Браян                        | Денні Джованніні | 22 березня 2025         | 325-1447                            | Буде оголошено       |
| 317b              | 11b                | «My Father, the Boat»                                         | Ерік Браян                          | Даг Лоуренс      | 22 березня 2025         | 325-1449                            | Буде оголошено       |
| 318a              | 12a                | «Who's Afraid of Mr. Snippers?»                               | TBA                                 | TBA              | TBA                     | 325-1448                            | Буде оголошено       |
| 318b              | 12b                | «A Fish Called Sandy»                                         | TBA                                 | TBA              | TBA                     | 325-1450                            | Буде оголошено       |
| 319a              | 13a                | «Making Waves»                                                | TBA                                 | TBA              | TBA                     | 325-1452                            | Буде оголошено       |
| 319b              | 13b                | «Captain Quasar: The Next Generation»                         | TBA                                 | TBA              | TBA                     | 325-1451                            | Буде оголошено       |
| 320a              | 14a                | «Bizarro Bottom»                                              | TBA                                 | TBA              | TBA                     | 325-1501                            | Буде оголошено       |
| 320b              | 14b                | «Squidward's Tough Break»                                     | TBA                                 | TBA              | TBA                     | 325-1502                            | Буде оголошено       |
| 321a              | 15a                | «Curse of the WereDoodle»                                     | TBA                                 | TBA              | TBA                     | 325-1503                            | Буде оголошено       |
| 321b              | 15b                | «Gorilla Suit Day»                                            | TBA                                 | TBA              | TBA                     | 325-1504                            | Буде оголошено       |
| 322a              | 16a                | «Exchange Student Driver»                                     | TBA                                 | TBA              | TBA                     | 325-1505                            | Буде оголошено       |
| 322b              | 16b                | «The Kreepy Krab»                                             | TBA                                 | TBA              | TBA                     | 325-1506                            | Буде оголошено       |
| 323—324           | 17—18              | «SpongeBob & Patrick's Timeline Twist-up»                     | TBA                                 | TBA              | TBA                     | 325-1507 325-1508 325-1509 325-1510 | Буде оголошено       |
| 325a              | 19a                | «Laundro-Madness»                                             | TBA                                 | TBA              | TBA                     | 325-1511                            | Буде оголошено       |
| 325b              | 19b                | «Hog Huntin»                                                  | TBA                                 | TBA              | TBA                     | 325-1512                            | Буде оголошено       |
| 326a              | 20a                | «SpongeBob TrashPants»                                        | TBA                                 | TBA              | TBA                     | 325-1513                            | Буде оголошено       |
| 326b              | 20b                | «Krusty Kafeteria»                                            | TBA                                 | TBA              | TBA                     | 325-1514                            | Буде оголошено       |
| 327a              | 21a                | «The Haunted Bucket»                                          | TBA                                 | TBA              | TBA                     | Буде оголошено                      | Буде оголошено       |
| 327b              | 21b                | «Go Fetch»                                                    | TBA                                 | TBA              | TBA                     | Буде оголошено                      | Буде оголошено       |
| 328a              | 22a                | «Heart of Garbage»                                            | TBA                                 | TBA              | TBA                     | Буде оголошено                      | Буде оголошено       |
| 328b              | 22b                | «Near-Mint Plankton»                                          | TBA                                 | TBA              | TBA                     | Буде оголошено                      | Буде оголошено       |
| 329a              | 23a                | «Pardon My Wand»                                              | TBA                                 | TBA              | TBA                     | Буде оголошено                      | Буде оголошено       |
| 329b              | 23b                | «Stupor-stition»                                              | TBA                                 | TBA              | TBA                     | Буде оголошено                      | Буде оголошено       |
| 330               | 24                 | «Pigskin Pearl»                                               | TBA                                 | TBA              | TBA                     | Буде оголошено                      | Буде оголошено       |
| 331a              | 25a                | «The Green Tentacle»                                          | TBA                                 | TBA              | TBA                     | Буде оголошено                      | Буде оголошено       |
| 331b              | 25b                | «Happy Krabby Birthday»                                       | TBA                                 | TBA              | TBA                     | Буде оголошено                      | Буде оголошено       |
| 332a              | 25a                | «Karate Pals»                                                 | TBA                                 | TBA              | TBA                     | Буде оголошено                      | Буде оголошено       |
| 332b              | 25b                | «Karen's Klatch»                                              | TBA                                 | TBA              | TBA                     | Буде оголошено                      | Буде оголошено       |

### Шістнадцятий сезон (з 2025)
| № серії (загалом) | № серії (в сезоні) | Назва серії                                                                             | Режисер(и)                              | Сценарист(и)                                      | Оригінальна дата показу | Код серії      | Глядачів у США (млн) |
| ----------------- | ------------------ | --------------------------------------------------------------------------------------- | --------------------------------------- | ------------------------------------------------- | ----------------------- | -------------- | -------------------- |
| Буде оголошено    | Буде оголошено     | «SpongeBob and Patrick's Timeline Twist-Up» «Зміна часової шкали Губки Боба та Патріка» | Дейв Каннінгем, Шерм Коен та Іен Васкес | Люк Брукшир, Денні Джованніні, Ендрю Гудман і Каз | 27 червня 2025          | Буде оголошено | Буде оголошено       |
| Буде оголошено    | Буде оголошено     | Буде оголошено                                                                          | Буде оголошено                          | Буде оголошено                                    | Буде оголошено          | Буде оголошено | Буде оголошено       |

## Спеціальні епізоди
| Сезон | Оригінальна назва                     | Переклад від студії «1+1»                 | Переклад від студії «СТБ»        | Показ у США       | Дата показу у дубляжі студії «1+1»                              | Тривалість |
| ----- | ------------------------------------- | ----------------------------------------- | -------------------------------- | ----------------- | --------------------------------------------------------------- | ---------- |
| 2     | Christmas Who?                        | Що таке Різдво?                           | Що таке Різдво?                  | 6 грудня 2000     | 28 лютого 2018 (ПлюсПлюс)                                       | 22 хв.     |
| 2     | Shanghaied                            | Невільники                                | Невільники привида               | 9 березня 2001    | 5 березня 2018 (ПлюсПлюс)                                       | 15 хв.     |
| 3     | Party Pooper Pants                    | Некомпанійський Боб                       | Клопоту повні штани              | 12 березня 2002   | 23 березня 2018 (ПлюсПлюс)                                      | 22 хв.     |
| 3     | Ugh!                                  | Ох!                                       | До нашої ери                     | 5 березня 2004    | 26 березня 2018 (ПлюсПлюс)                                      | 22 хв.     |
| 3     | The Sponge Who Could Fly              | Губка, що може літати                     | Губка, яка могла літати          | 21 березня 2003   | 31 березня 2018 (ПлюсПлюс)                                      | 22 хв.     |
| 4     | Have You Seen This Snail?             | Ви не бачили равлика?                     | Ви не бачили мого равлика?       | 11 листопада 2005 | 4 квітня 2018 (ПлюсПлюс)                                        | 22 хв.     |
| 4     | Dunces and Dragons                    | Дурні та дракони                          | Бовдури та дракон                | 20 лютого 2006    | 7 квітня 2018 (ПлюсПлюс)                                        | 22 хв.     |
| 5     | Friend or Foe?                        | Друг чи ворог?                            | Друг чи ворог?                   | 13 квітня 2007    | 21 квітня 2018 (ПлюсПлюс)                                       | 22 хв.     |
| 5     | Atlantis SquarePantis                 | Атлантис Квадратноштанантис               | Атлантис                         | 12 листопада 2007 | 26 серпня 2018 (ТЕТ)                                            | 30 хв.     |
| 5     | Pest of the West                      | Чума із заходу                            | Лиходій із заходу                | 11 квітня 2008    | 9 травня 2018 (ПлюсПлюс)                                        | 22 хв.     |
| 5     | WhoBob WhatPants?                     | Що сталося із Губкою Бобом?               | Що трапилося із Губкою Бобом?    | 13 жовтня 2008    | 11 травня 2018 (ПлюсПлюс)                                       | 22 хв.     |
| 6     | SpongeBob SquarePants vs. The Big One | Губка Боб Квадратні Штани та Велика Хвиля | Губка Боб та Велика Хвиля        | 17 квітня 2009    | 26 травня 2018 (ПлюсПлюс)                                       | 22 хв.     |
| 6     | Truth or Square                       | Правда чи Квадрат                         | Чесний чи Квадратний             | 6 листопада 2009  | 25 грудня 2021 (1 частина, ТЕТ) 26 грудня 2021 (2 частина, ТЕТ) | 1 год.     |
| 6     | The Clash of Triton                   | Битва Тритона                             | Бунт Тритона                     | 5 липня 2010      | 8 червня 2018 (ПлюсПлюс)                                        | 22 хв.     |
| 7     | SpongeBob's Last Stand                | Останній рубіж Губки Боба                 | Останній бій Губки Боба          | 22 квітня 2010    | 5 липня 2018 (ТЕТ)                                              | 22 хв.     |
| 7     | Back to the Past                      | Назад у минуле                            | Назад у минуле                   | 15 лютого 2010    | 6 липня 2018 (ТЕТ)                                              | 15 хв.     |
| 7     | The Great Patty Caper                 | Великий викрадач Петті                    | Секретний рецепт крабсбургера    | 11 листопада 2010 | 14 липня 2018 (ТЕТ)                                             | 22 хв.     |
| 8     | Frozen Face-Off                       | Відморожені обличчя                       | Відморожені обличчя              | 15 червня 2011    | 27 липня 2018 (ТЕТ)                                             | 22 хв.     |
| 8     | A SqurePants Family Vacation          | Сімейна відпустка Квадратних Штанів       | Відпустка родини Квадратні Штани | 11 жовтня 2011    | 30 липня 2018 (ТЕТ)                                             | 22 хв.     |
| 8     | Ghoul Fools                           | Корабель привидів                         | Дурні привиди                    | 21 жовтня 2011    | 2 серпня 2018 (ТЕТ)                                             | 22 хв.     |
| 8     | It's a SpongeBob Christmas!           | Губка Боб святкує Різдво!                 | Губка Боб святкує Різдво!        | 6 грудня 2012     | 15 серпня 2018 (ТЕТ)                                            | 22 хв.     |
| 8     | Hello Bikini Bottom!                  | Вітаю, Бікіні Боттом!                     | Добридень, Бікіні Боттом!        | 8 жовтня 2012     | 18 серпня 2018 (ТЕТ)                                            | 22 хв.     |
| 9     | It Came From Goo Lagoon               | Воно — з В'язкої Лагуни                   | Воно прийшло з Лагуни Гу         | 17 лютого 2014    | 25 серпня 2018 (ТЕТ)                                            | 22 хв.     |
| 9     | SpongeBob, You're Fired!              | Губко Боб, тебе звільнено                 | Ти звільнений, Губко Боб         | 11 листопада 2013 | 29 серпня 2018 (ТЕТ)                                            | 22 хв.     |
| 9     | Goodbye, Krabby Patty?                | Прощавай, Крабова Петті?                  | Прощавай, Крабсбургере?          | 20 лютого 2017    | 26 лютого 2019 (ПлюсПлюс)                                       | 22 хв.     |
| 10    | Feral Friends                         | Пухнасті друзі                            | N/A                              | 7 жовтня 2017     | 13 березня 2019 (ПлюсПлюс)                                      | 15 хв.     |
| 11    | The Legend of Boo-kini Bottom         | Страшна Легенда про Бікіні-Боттом         | N/A                              | 13 жовтня 2017    | 18 березня 2019 (ПлюсПлюс)                                      | 22 хв.     |
| 11    | Goons on The Moon                     | Недоумки на Місяці                        | N/A                              | 25 листопада 2018 | 20 травня 2019 (ПлюсПлюс)                                       | 22 хв.     |
| 11    | Squirrel Jelly                        | Білка проти медуз                         | N/A                              | 18 листопада 2018 | 5 грудня 2019 (ТЕТ)                                             | 15 хв.     |
| 12    | Swamp Mates                           | Товариші з болота                         | N/A                              | 11 квітня 2020    | 1 червня 2023 (Nickelodeon Global)                              | 15 хв.     |
| 12    | SpongeBob's Big Birthday Blowout      | День народження Губки Боба                | N/A                              | 12 липня 2019     | 18 жовтня 2023 (Nickelodeon Global)                             | 44 хв.     |
| 12    | Handemonium                           | Під гарячу руку                           | N/A                              | 23 листопада 2019 | 3 червня 2023 (Nickelodeon Global)                              | 15 хв.     |
| 12    | Escape from Beneath Glove World       | Втеча з надр рукавичкового світу          | N/A                              | 18 січня 2020     | 26 жовтня 2023 (Nickelodeon Global)                             | 22 хв.     |
| 13    | SpongeBob's Road to Christmas         | Губка Боб і шлях до Різдва                | N/A                              | 10 грудня 2021    | 17 грудня 2023 (Nickelodeon Global)                             | 22 хв.     |
| 14    | Kreepaway Kamp                        | Моторошний табір                          | N/A                              | 10 жовтня 2024    | 10 жовтня 2024                                                  | 44 хв.     |
| 14    | Snow Yellow and the Seven Jellies     | Жовтосніжок                               | N/A                              | 11 листопада 2024 | 16 листопада 2024                                               | 22 хв.     |
| 14    | Sandy's Country Christmas             | Губка Боб і Кантрі-Різдво Сенді           | N/A                              | 2 грудня 2024     | 2 грудня 2024                                                   | 22 хв.     |